# De Nieuwe Molen (Veenendaal)
De Nieuwe Molen is een windkorenmolen die staat aan de Mulderslaan in Veenendaal.
De windkorenmolen is een ronde stenen stellingmolen, van het bouwjaar 1911 en is als opvolger gebouwd van een standerdmolen met dezelfde naam. De molen is gebouwd met onderdelen van een watermolen uit Noord-Holland. De molen heeft twee koppels door de molen aangedreven maalstenen en een elektrisch aangedreven koppel. Het spoorwiel heeft vaste dammen.
De molen heeft een vlucht van 26,00 meter. De wieken zijn Oud-Hollands opgetuigd.
Tijdens een zeer zware hoosbui op zaterdag 9 maart 2002 verloor de nog draaiende molen door een asbreuk zijn totale wiekenkruis en werd de kap ontzet. Het wiekenkruis viel op het dak van het naastgelegen huis van beeldend kunstenares Hanneke Zwart. In 2003 werd de molen weer gerestaureerd.
De molen is op zaterdagen te bezoeken. In de molenwinkel worden meelproducten verkocht.
Eigenaar is de stichting De Utrechtse Molens te De Bilt. Deze stichting heeft 23 molens in eigendom. Het dagelijks beheer van deze molens is in handen van stichting Het Utrechts Landschap.

## Restauraties
In 1954 en 1968 zijn er restauraties uitgevoerd. In 1954 werden Busselneuzen met remkleppen aangebracht, die in 1968 weer werden verwijderd. In 1954 werd ook de kruilier aangebracht.
In 1987-1989 is er een grote restauratie uitgevoerd, waarbij het voegwerk opnieuw werd aangebracht.
Op zaterdag 9 maart 2002 werd de draaiende molen getroffen door een onweersbui, waarbij de bovenas brak en het gevlucht naar beneden kwam. Ook werd er veel schade toegebracht aan de kap en de omliggende bebouwing. In april 2004 was de schade hersteld.
De molen is in 2010 opnieuw gerestaureerd, waarbij om de molenvoet een betonnen ring werd gegoten om verder uitzakken van de romp te voorkomen. Ook is het voegwerk van de restauratie in 1989 verwijderd en een beter op het metselwerk van 1911 aansluitend voegmateriaal aangebracht. Ook zijn de scheuren hersteld. Verder zijn de door de vochtige romp verrotte balkenkoppen polymeerchemisch hersteld. Op 23 april 2011 werd de molen officieel weer in gebruik gesteld door de burgemeester van Veenendaal.

## Fotogalerij

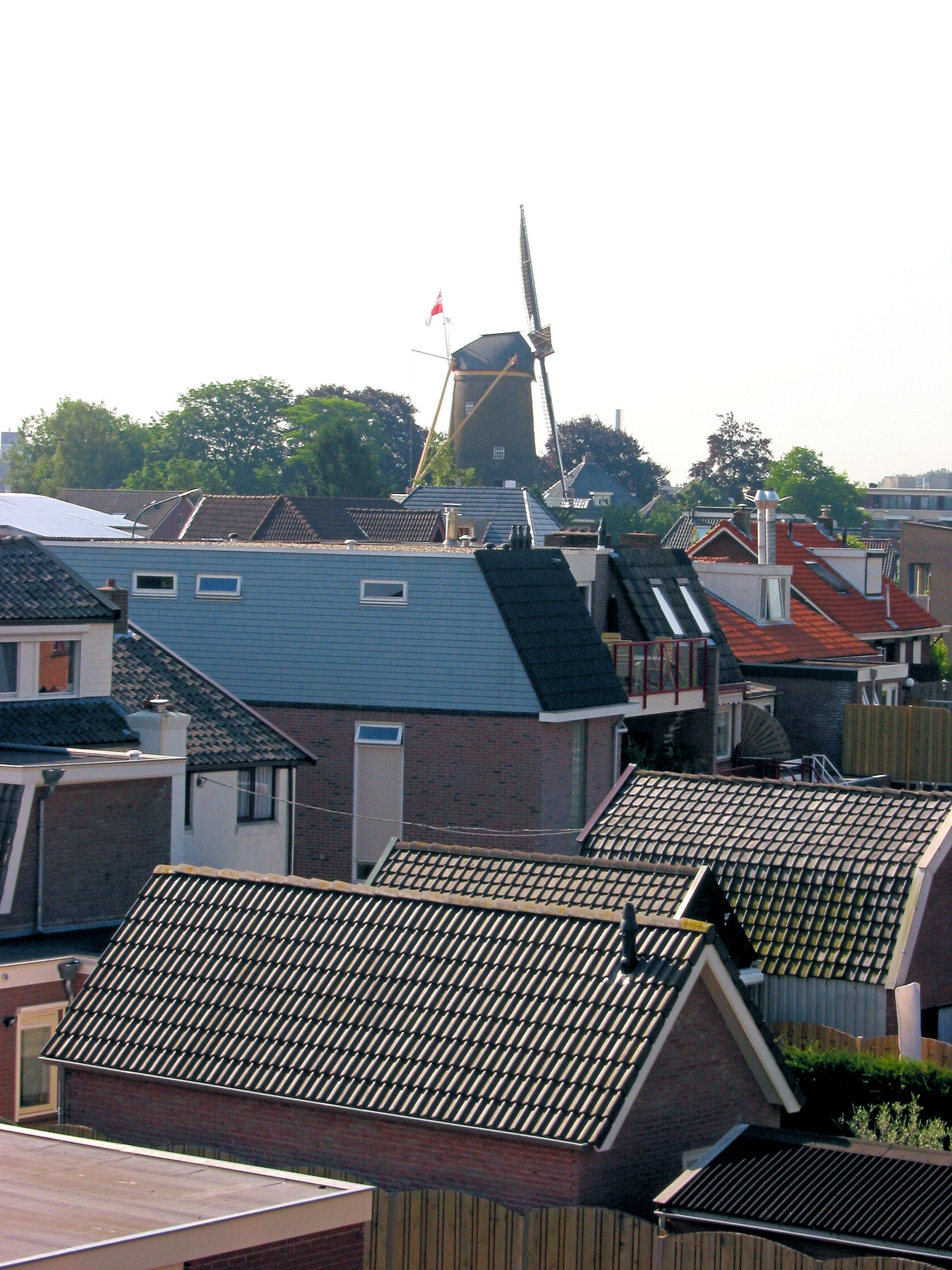
De Nieuwe molen gezien vanaf De Vriendschap
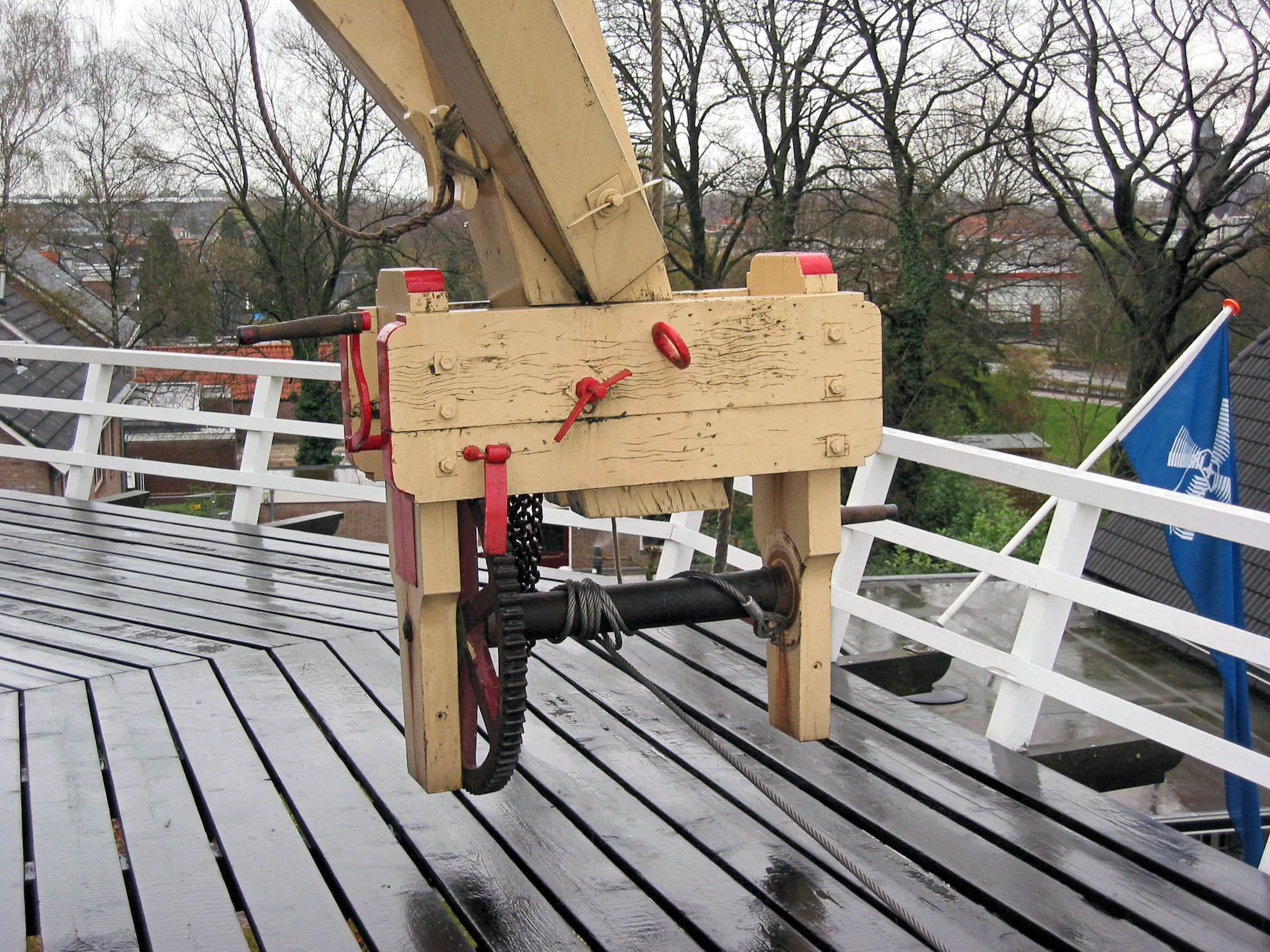
Kruilier met kruikabel
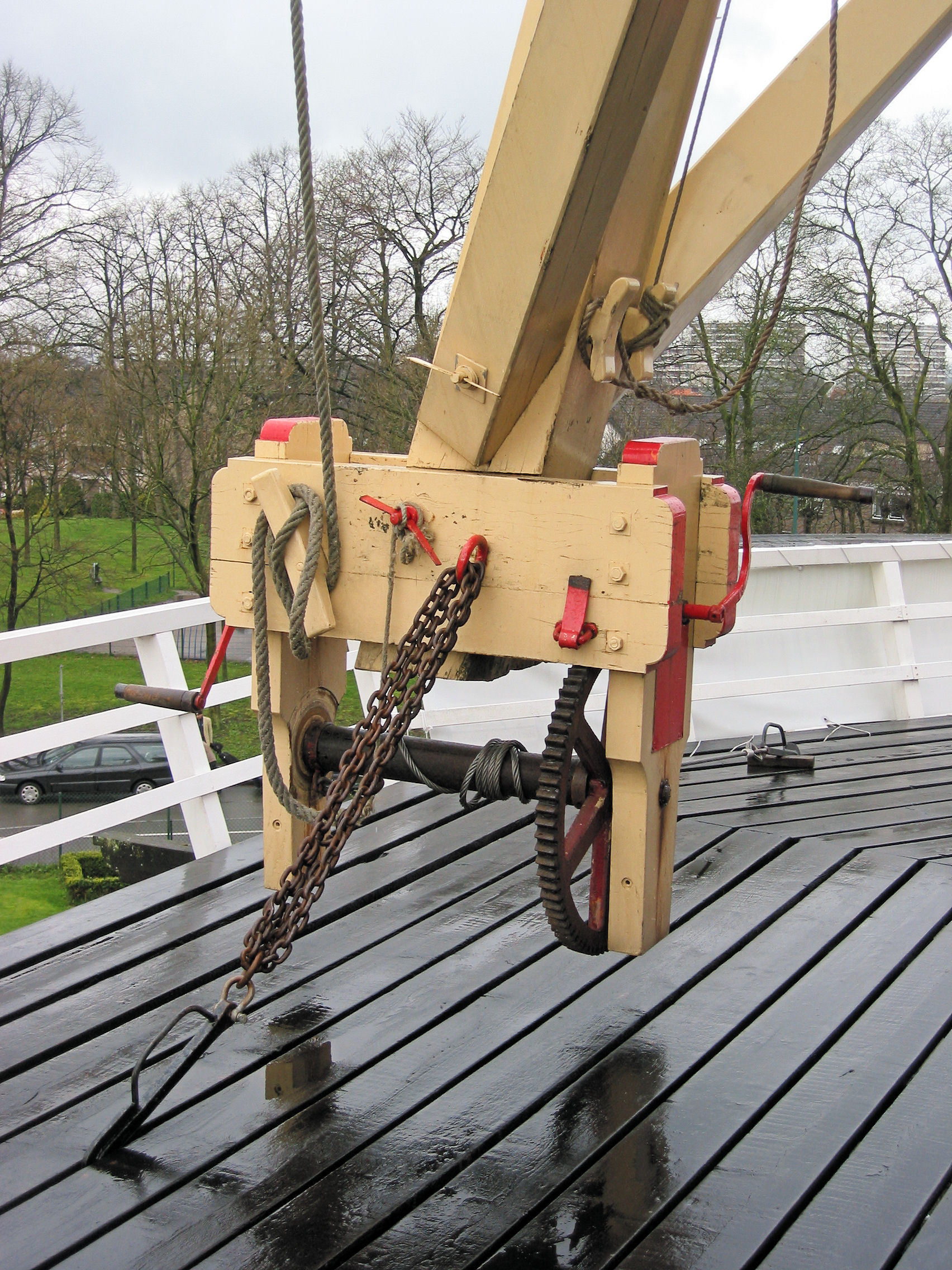
Kruilier met bezetketting
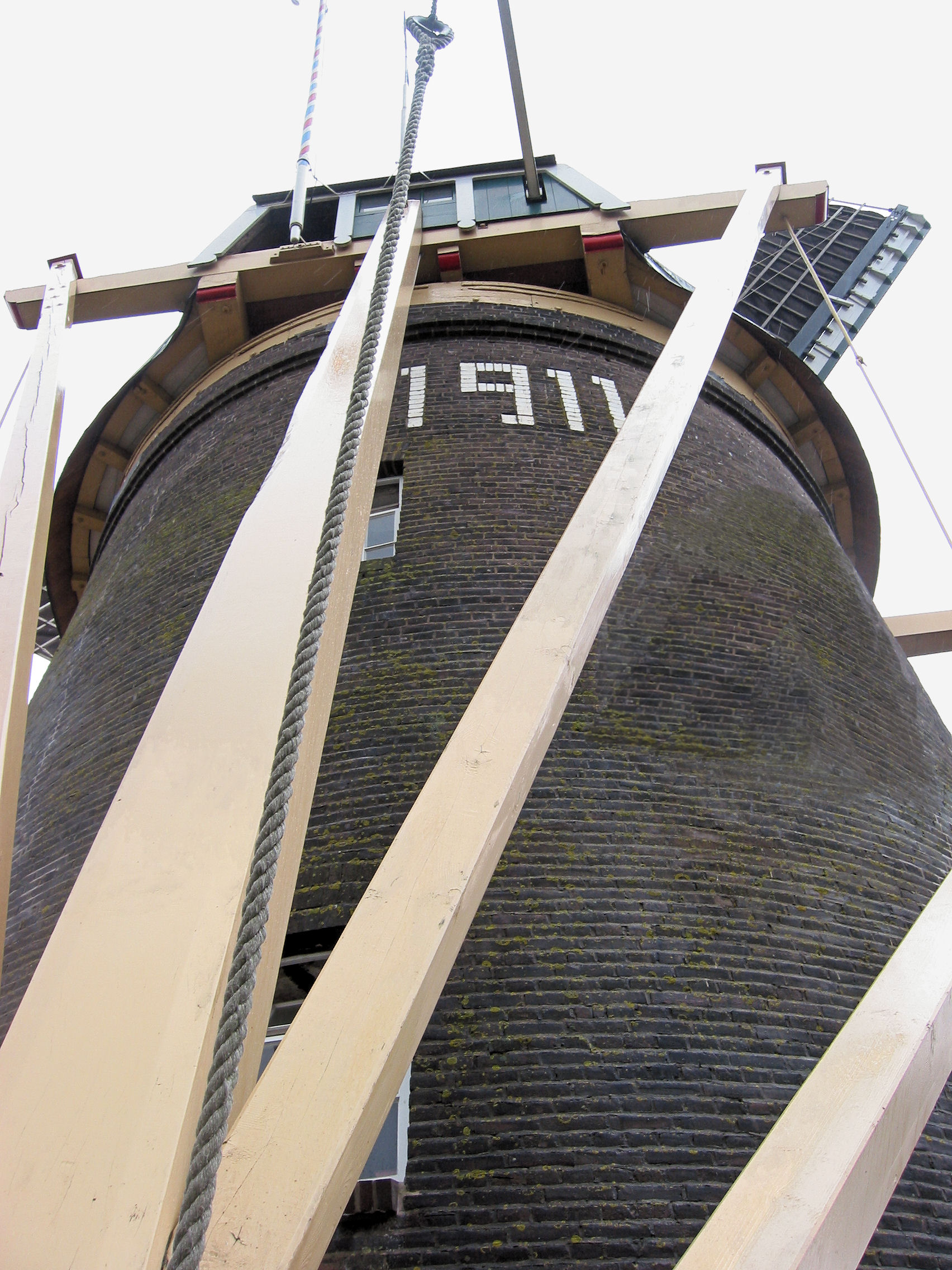
Staart
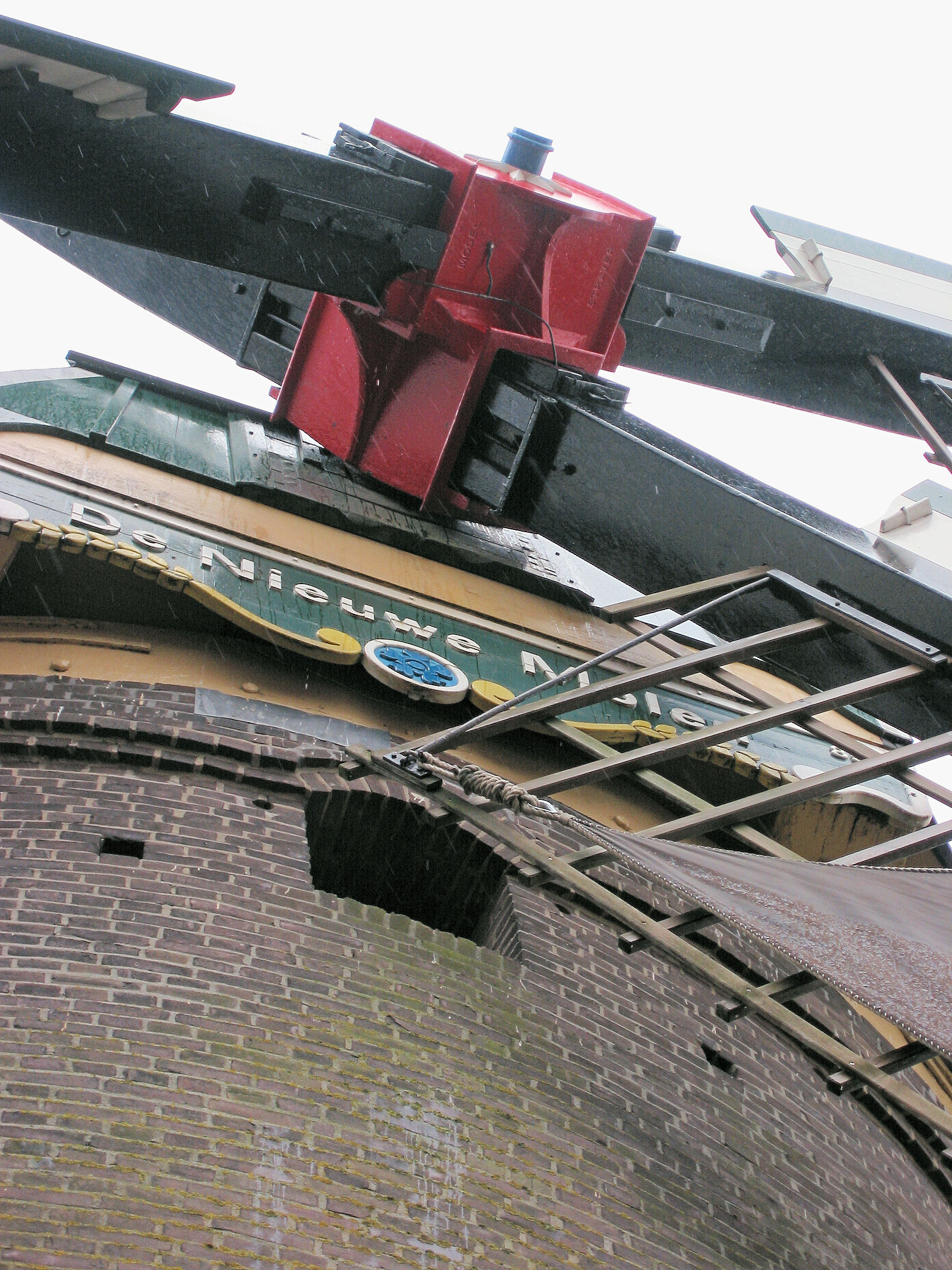
Schuifijzer
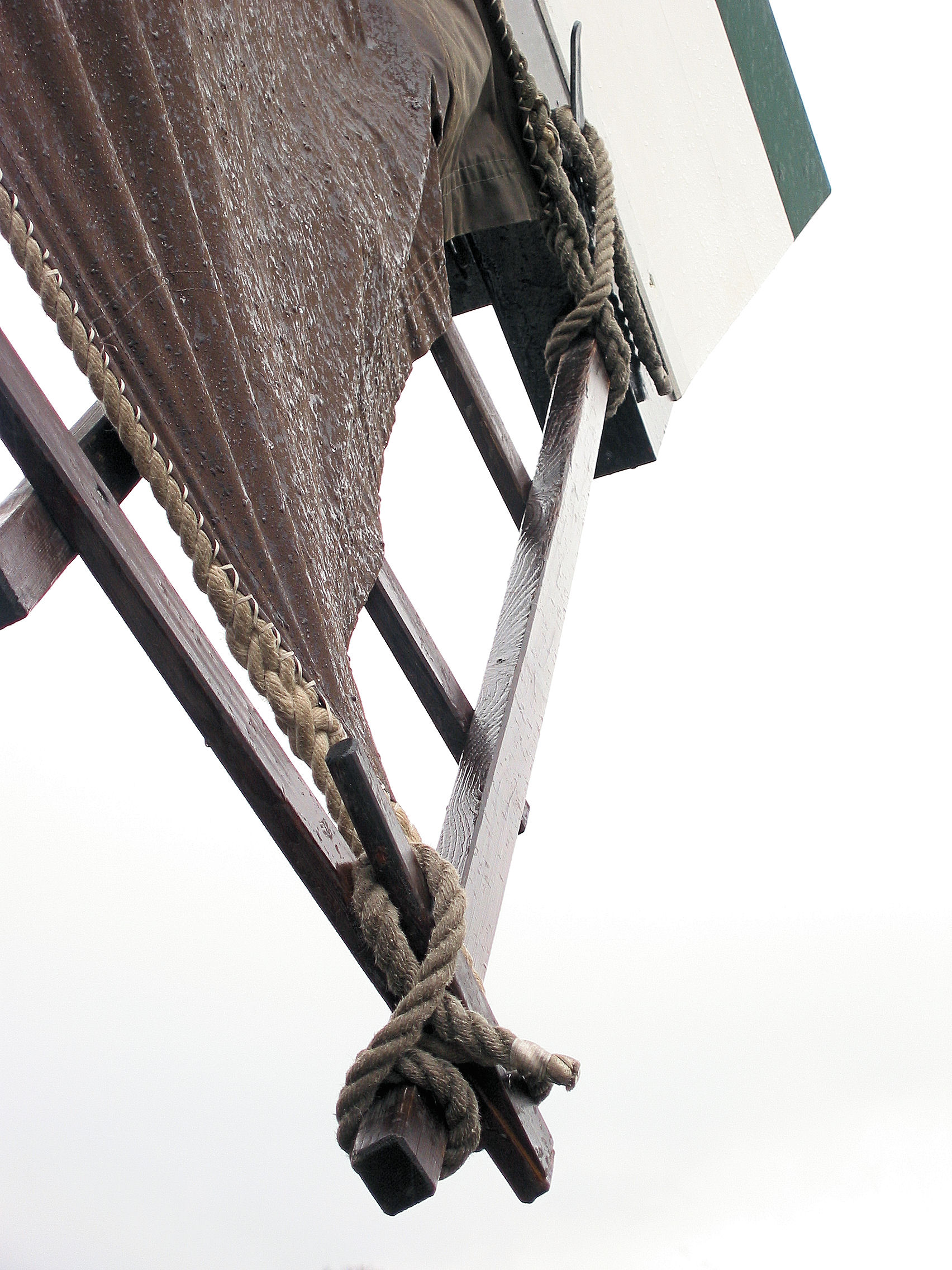
Onderhoektouwknopen van het zeil
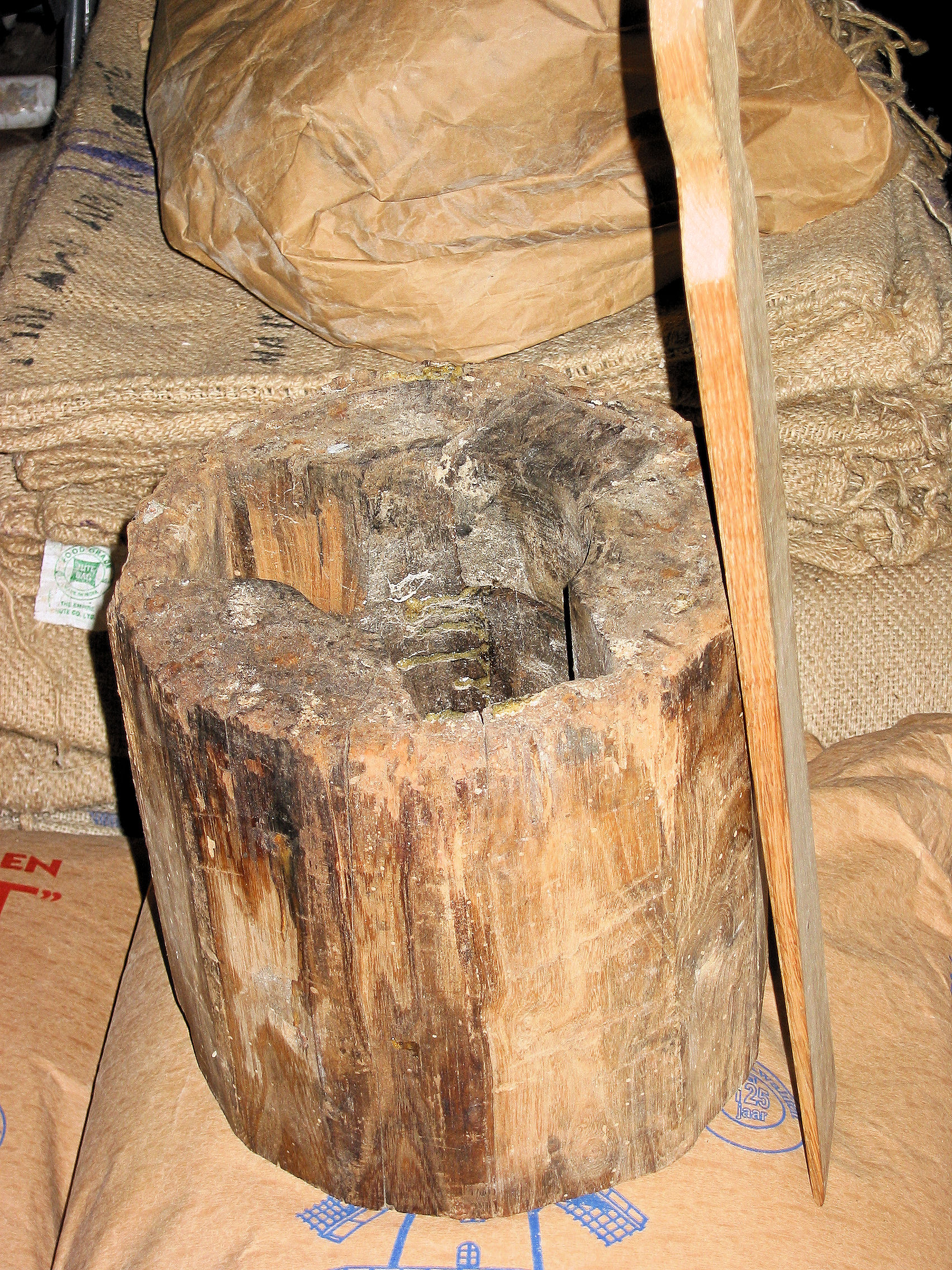
Steenbus met wig
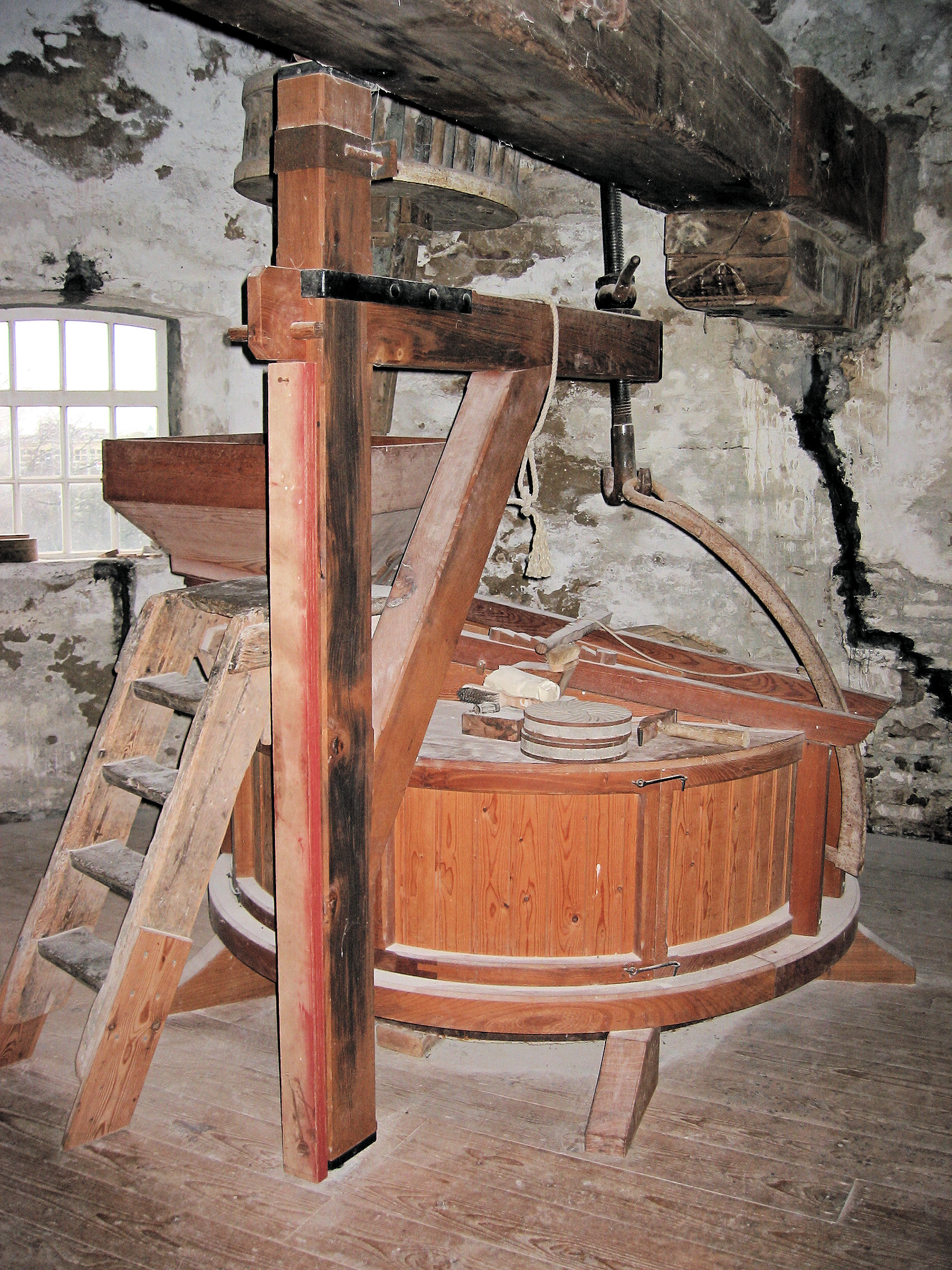
Maalstoel met steenkraan
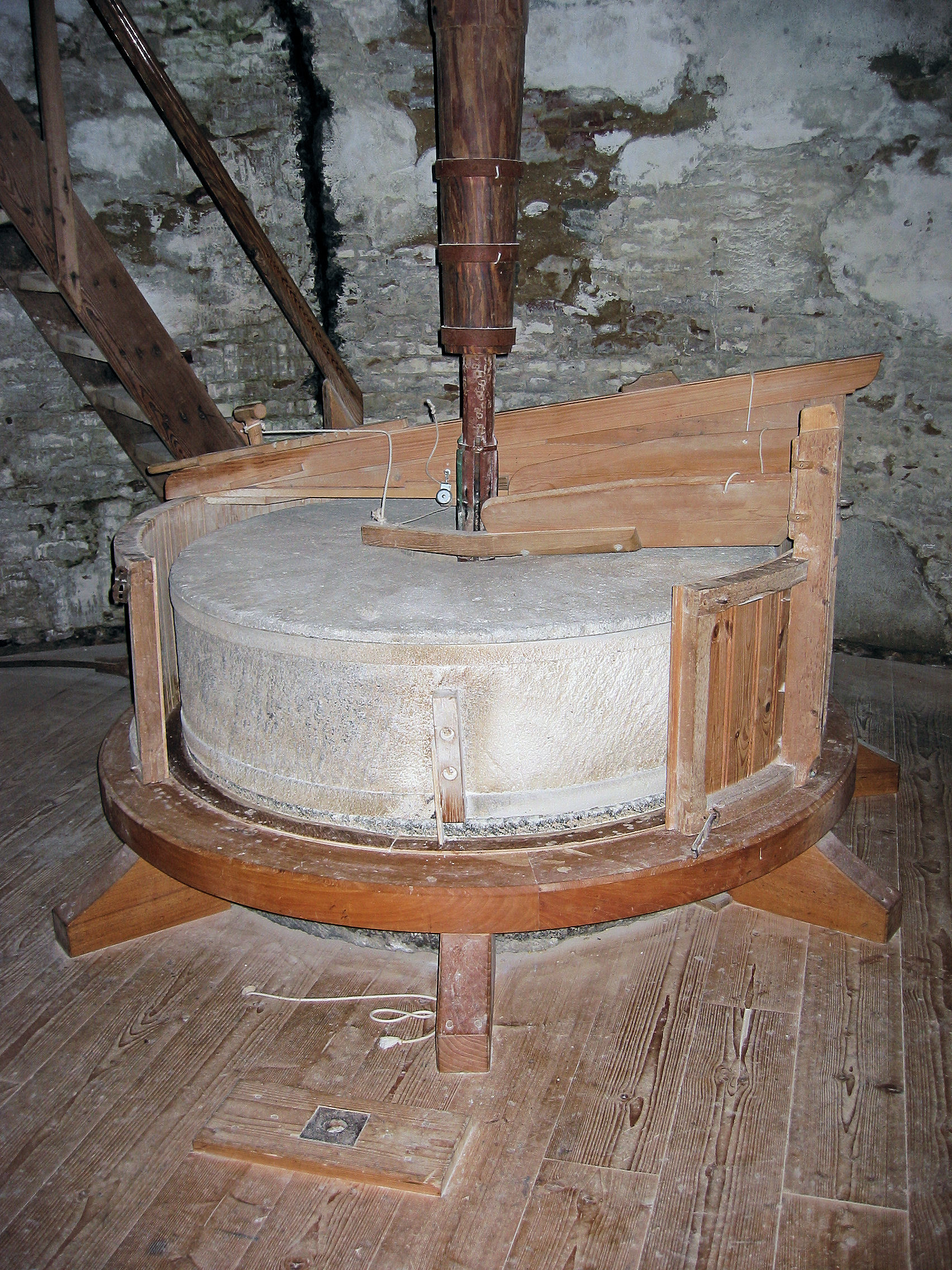
Maalvaardige maalstoel met jager
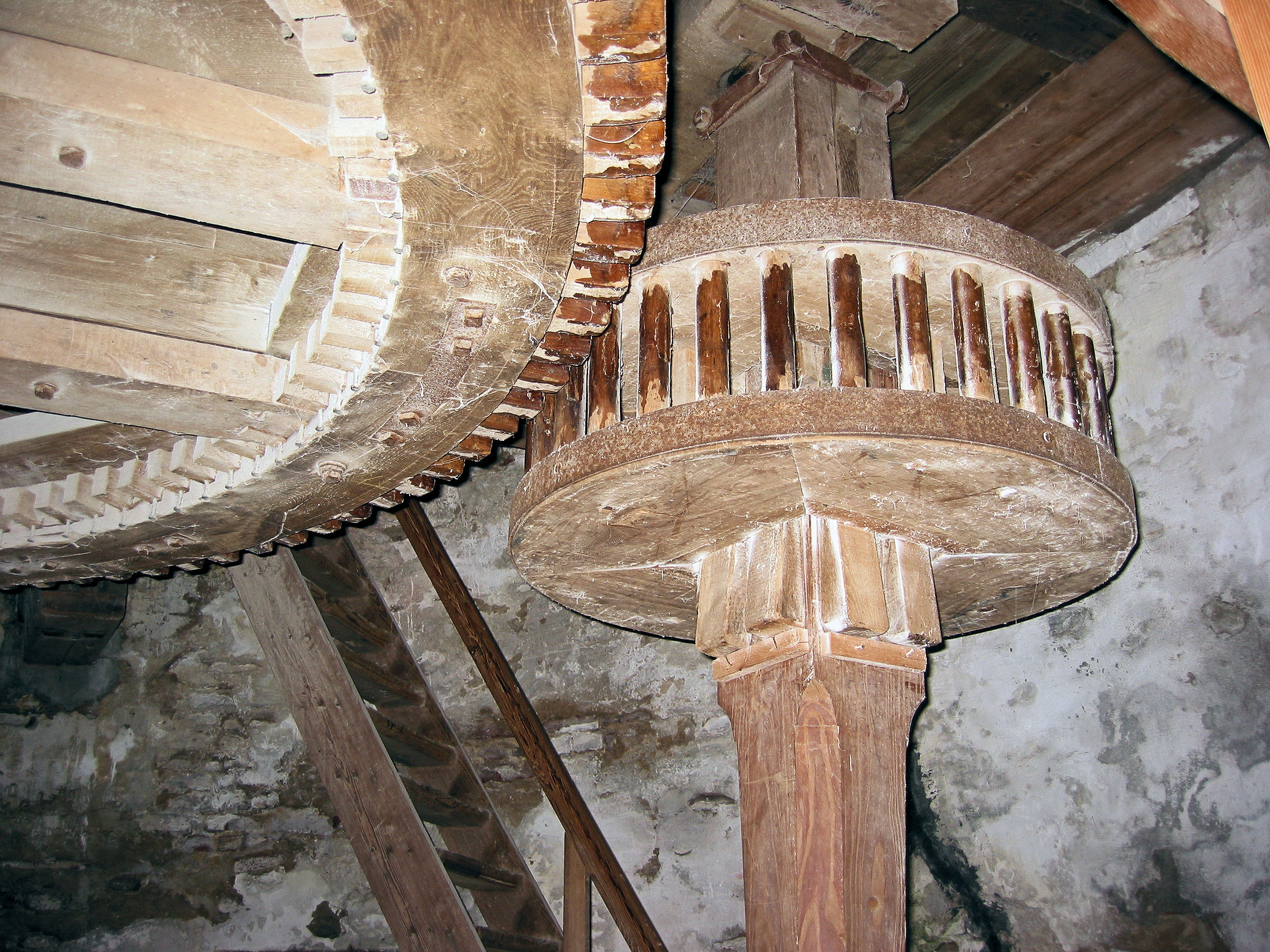
Spoorwiel met steenrondsel
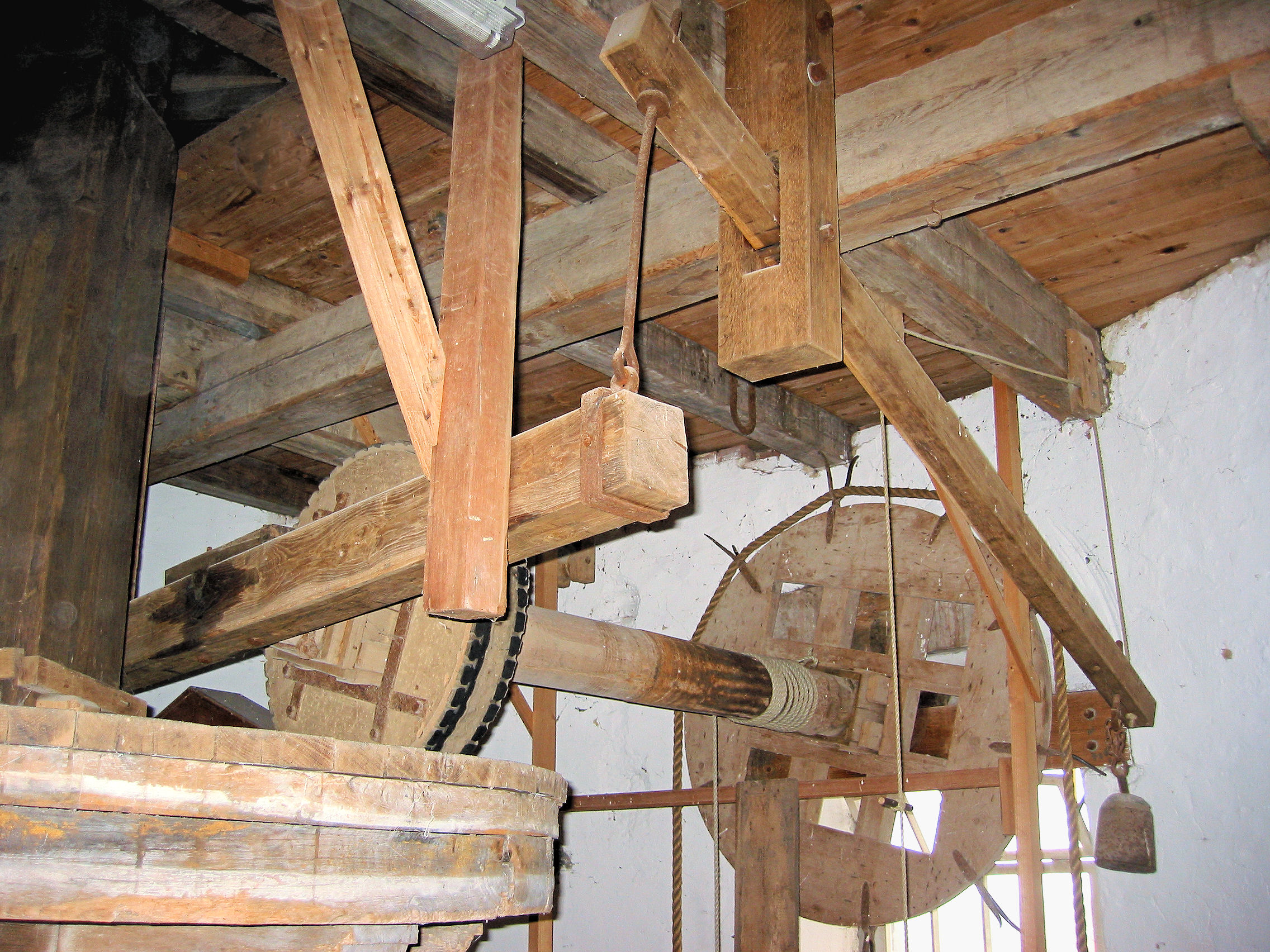
Luiwerk
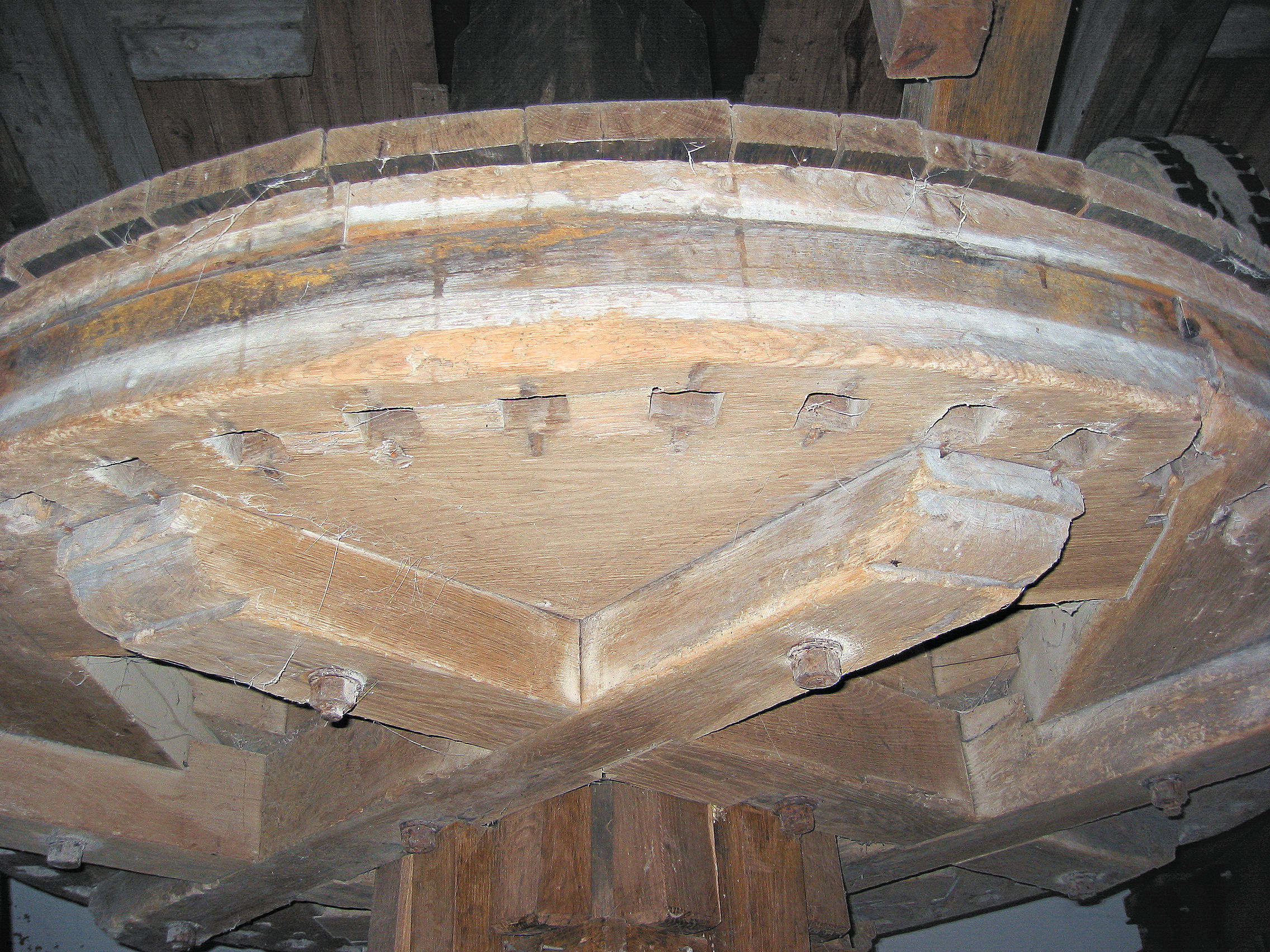
Luitafel van een oude bonkelaar
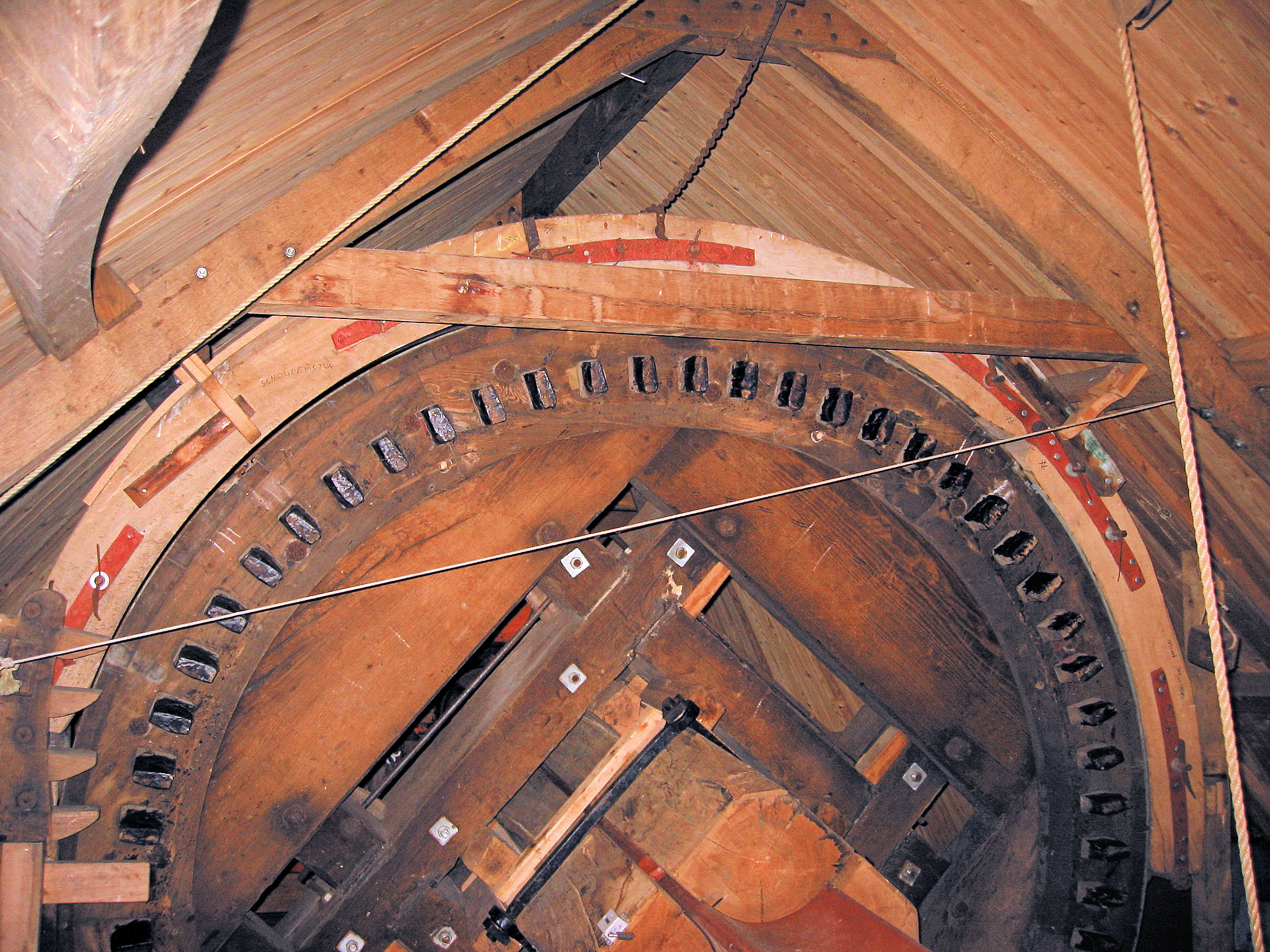
Bovenwiel met Vlaamse vang
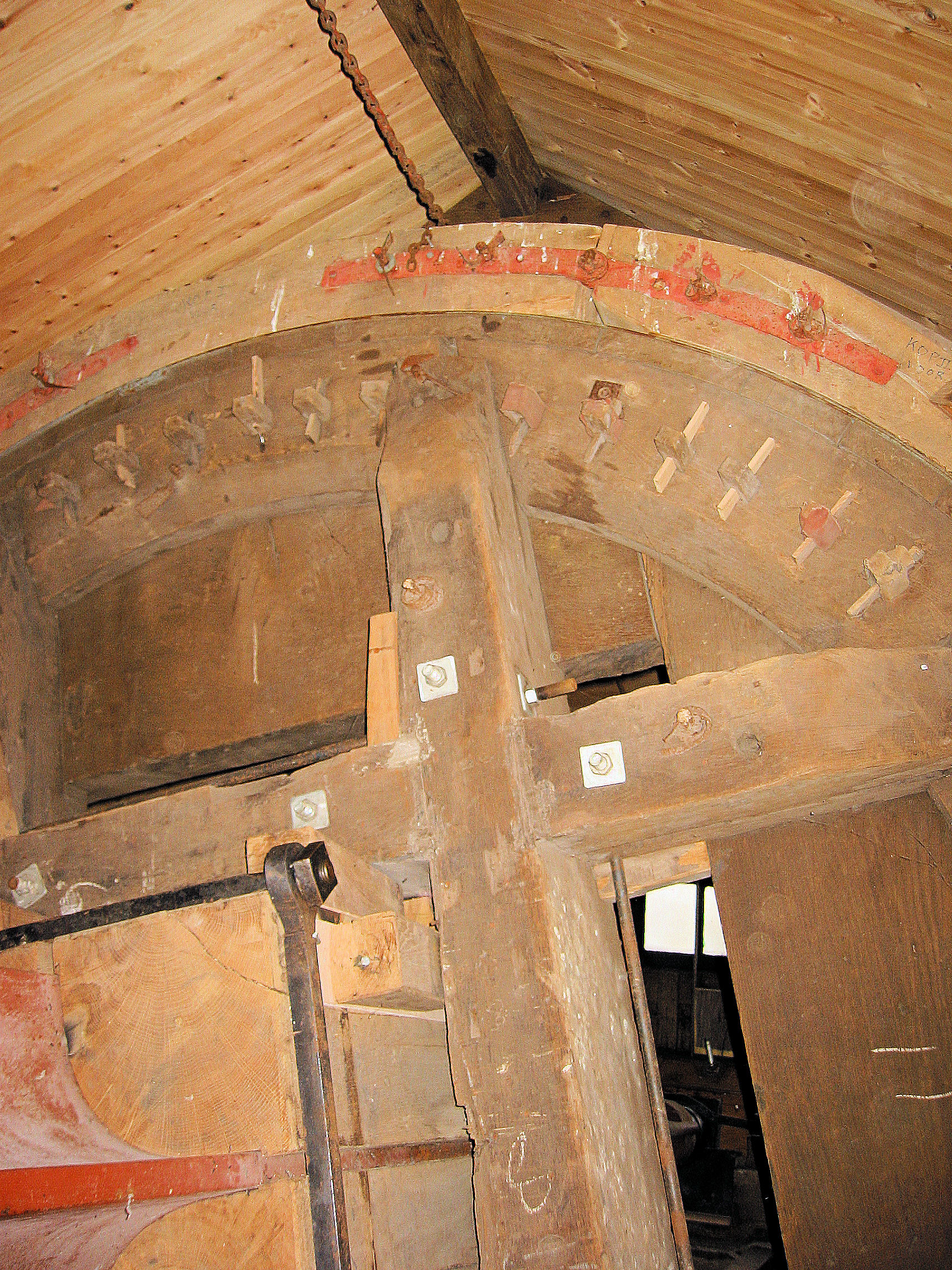
Achterkant bovenwiel
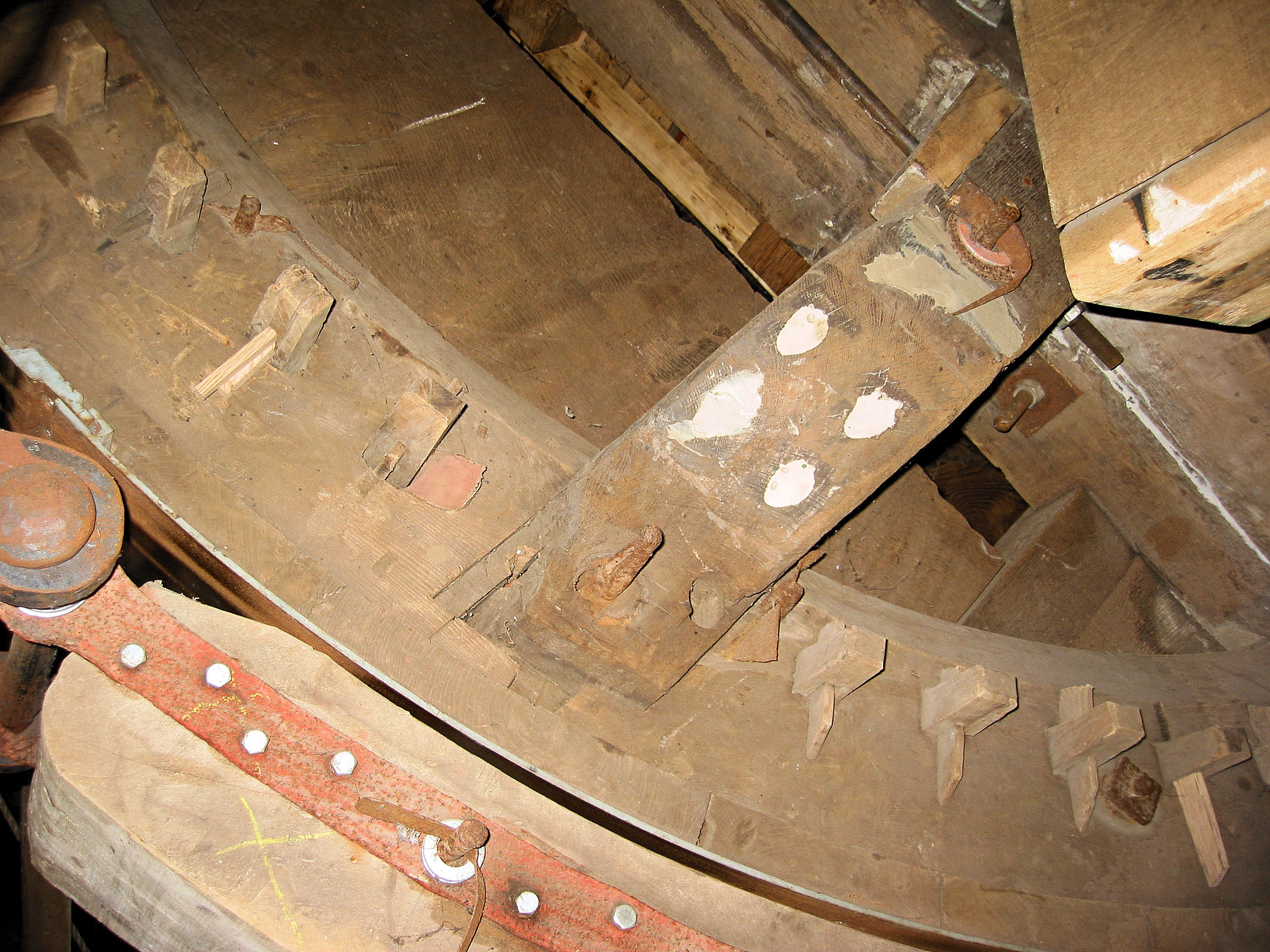
Achterkant bovenwiel
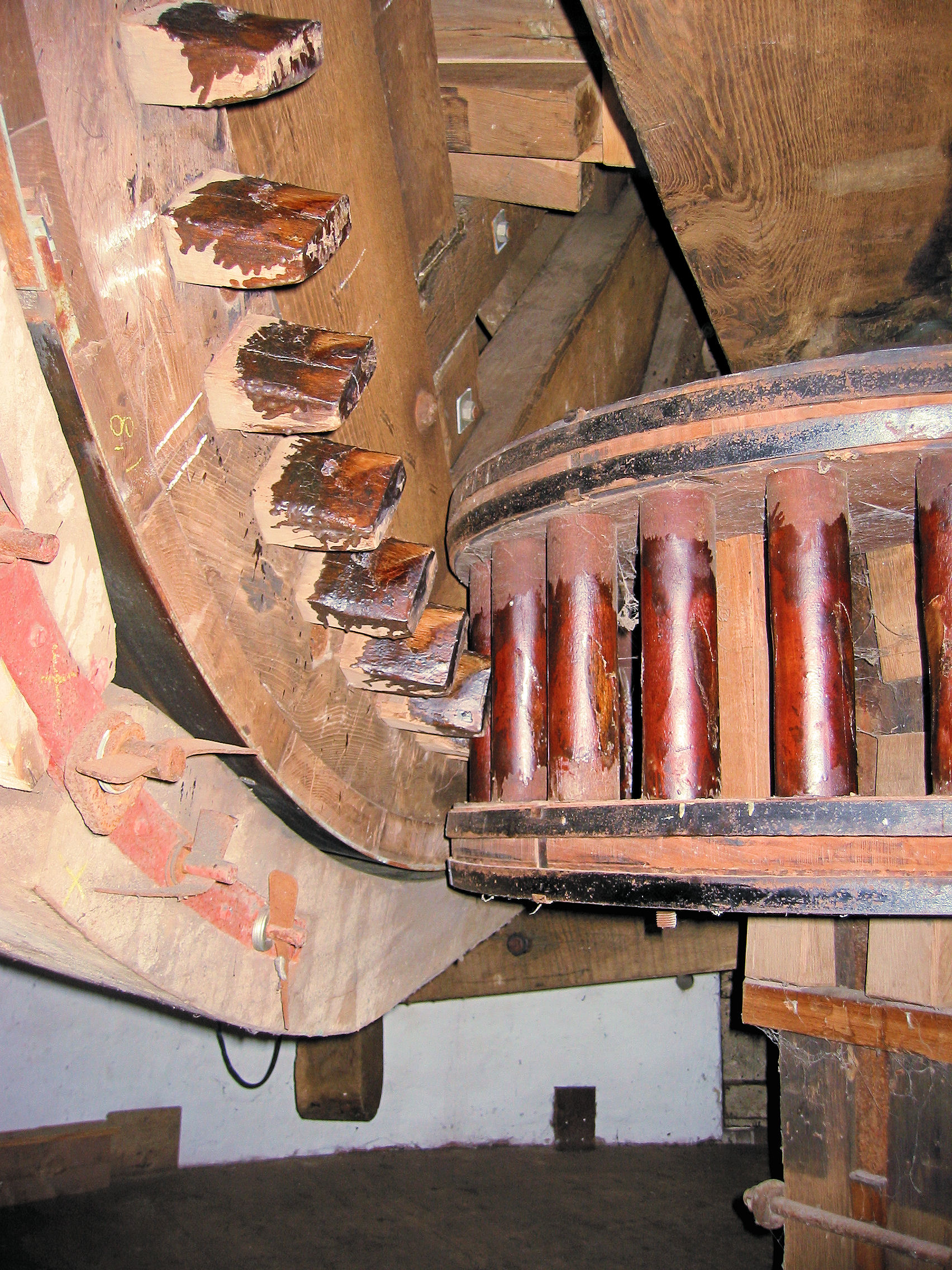
Bovenrondsel met bovenwiel
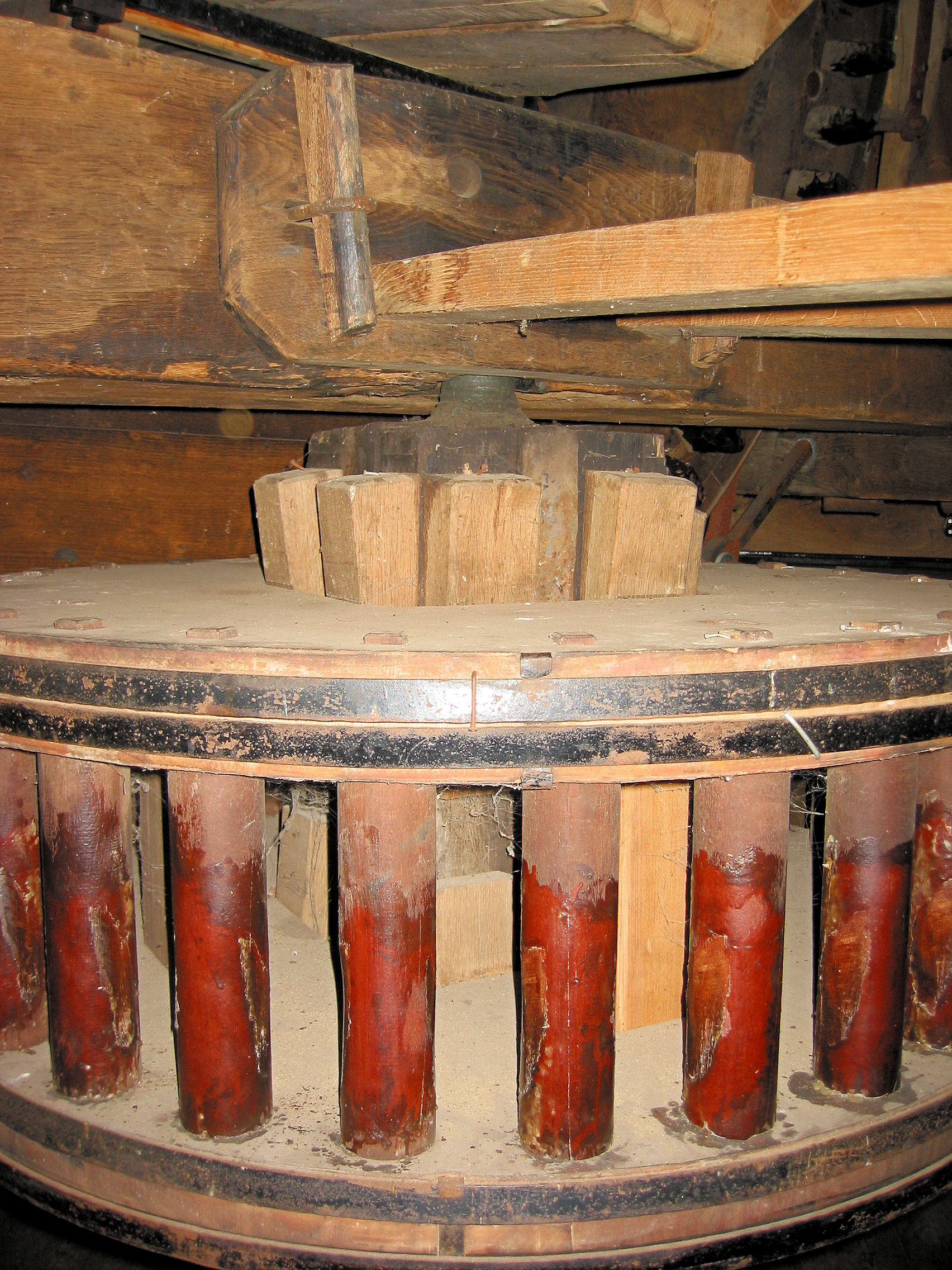
Bovenrondsel met tap
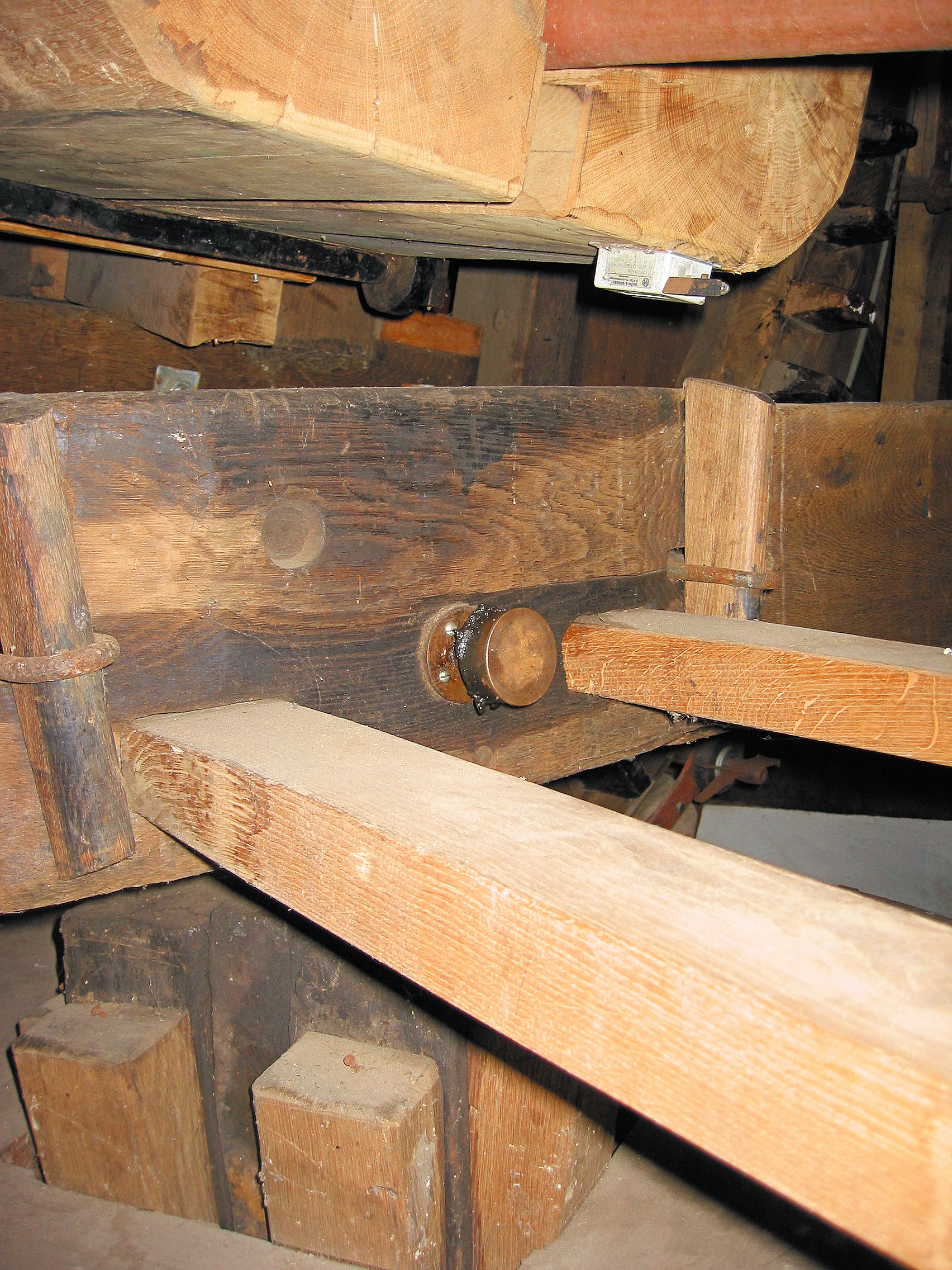
Busdeur met stauferpot
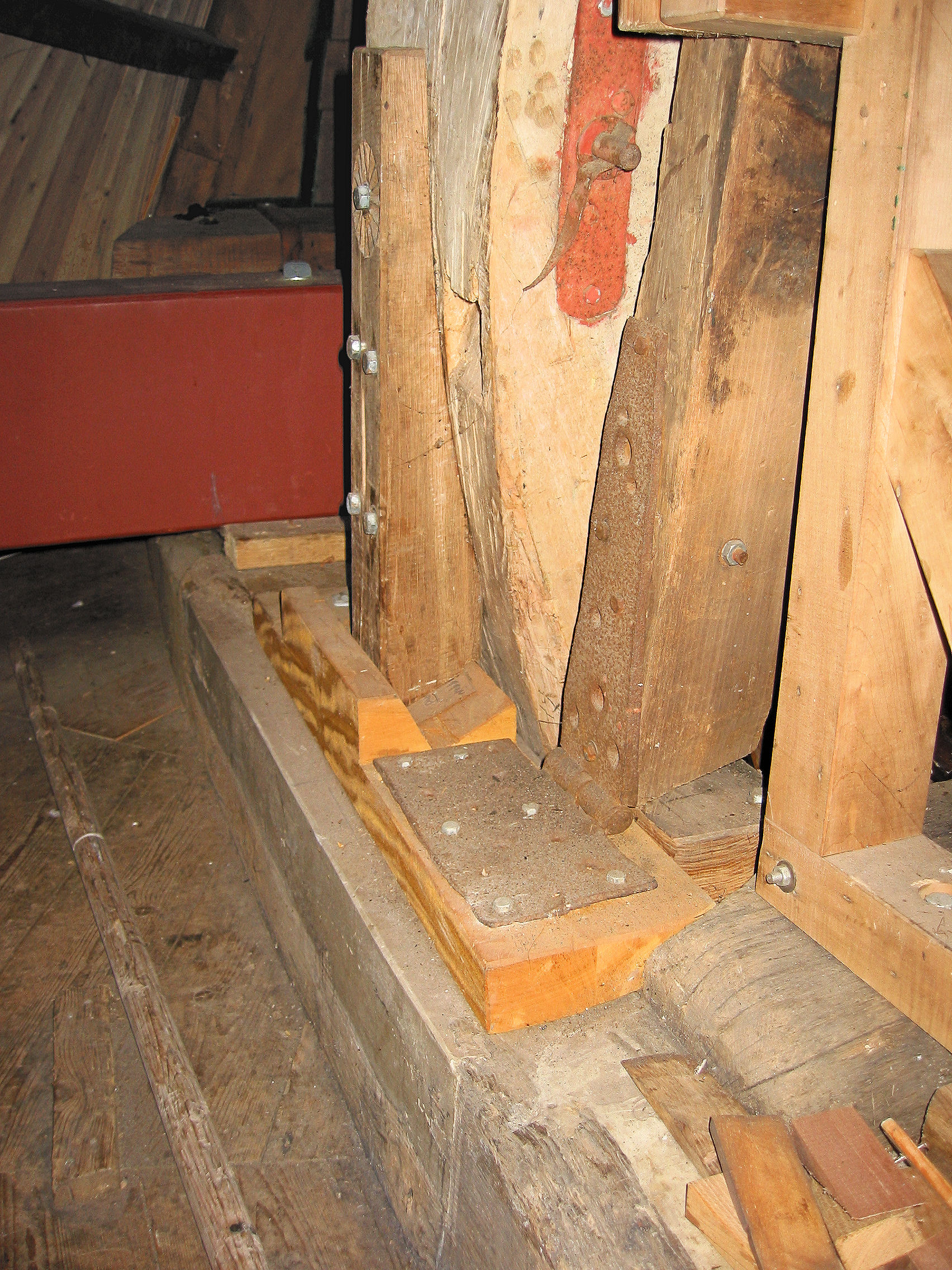
Rust met rijklamp
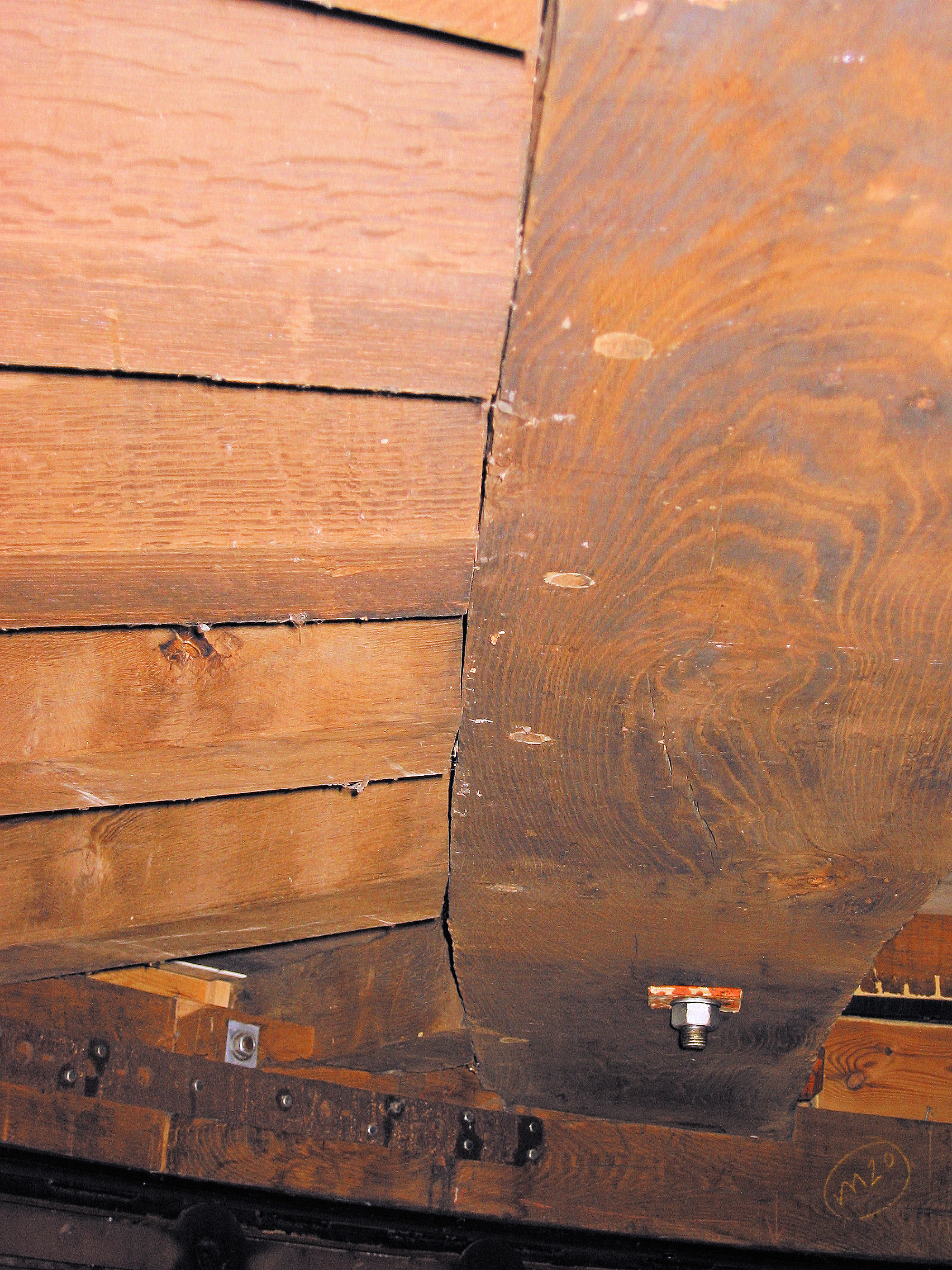
Roosterhouten linker voeghout
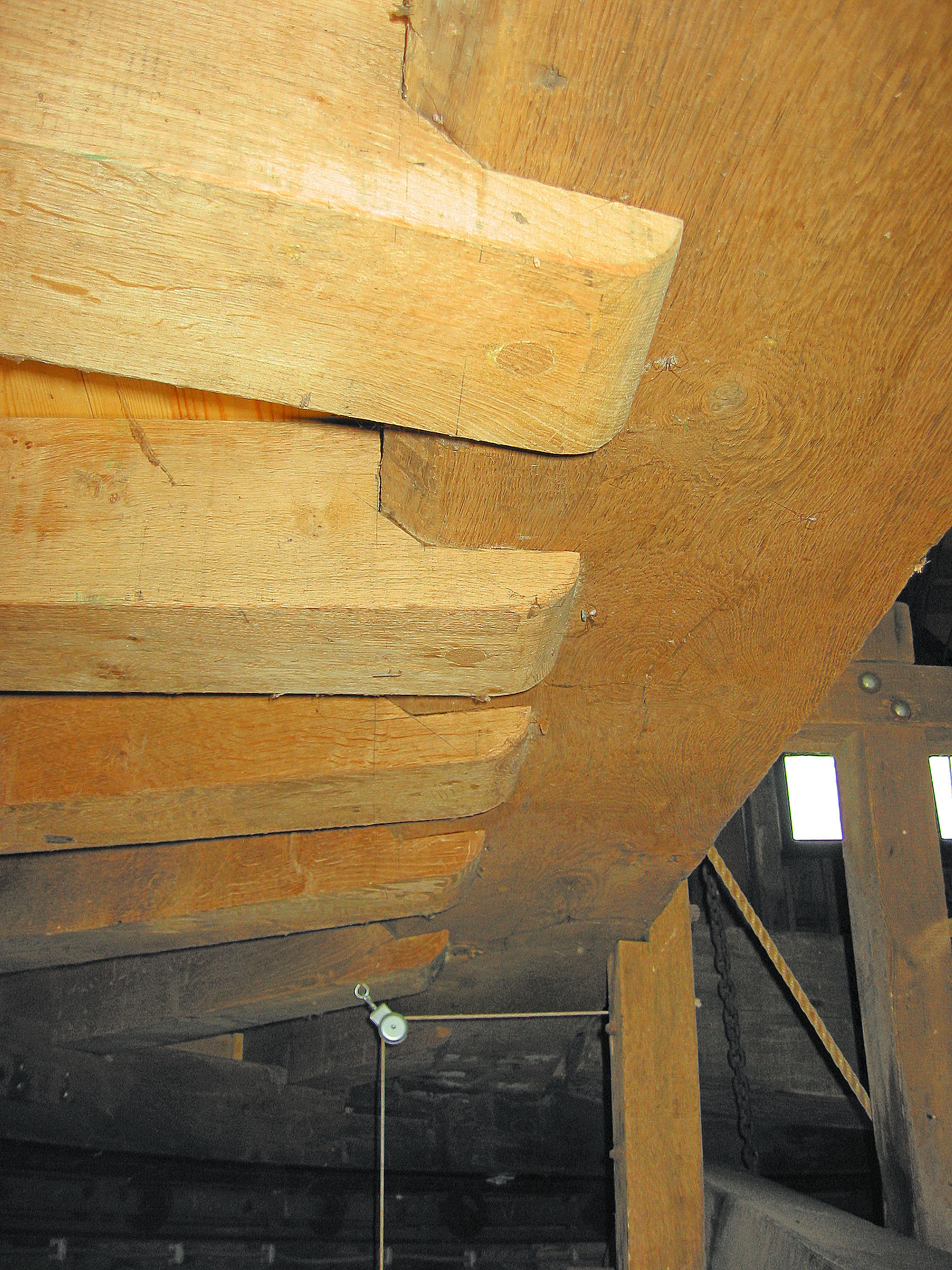
Roosterhouten rechter voeghout
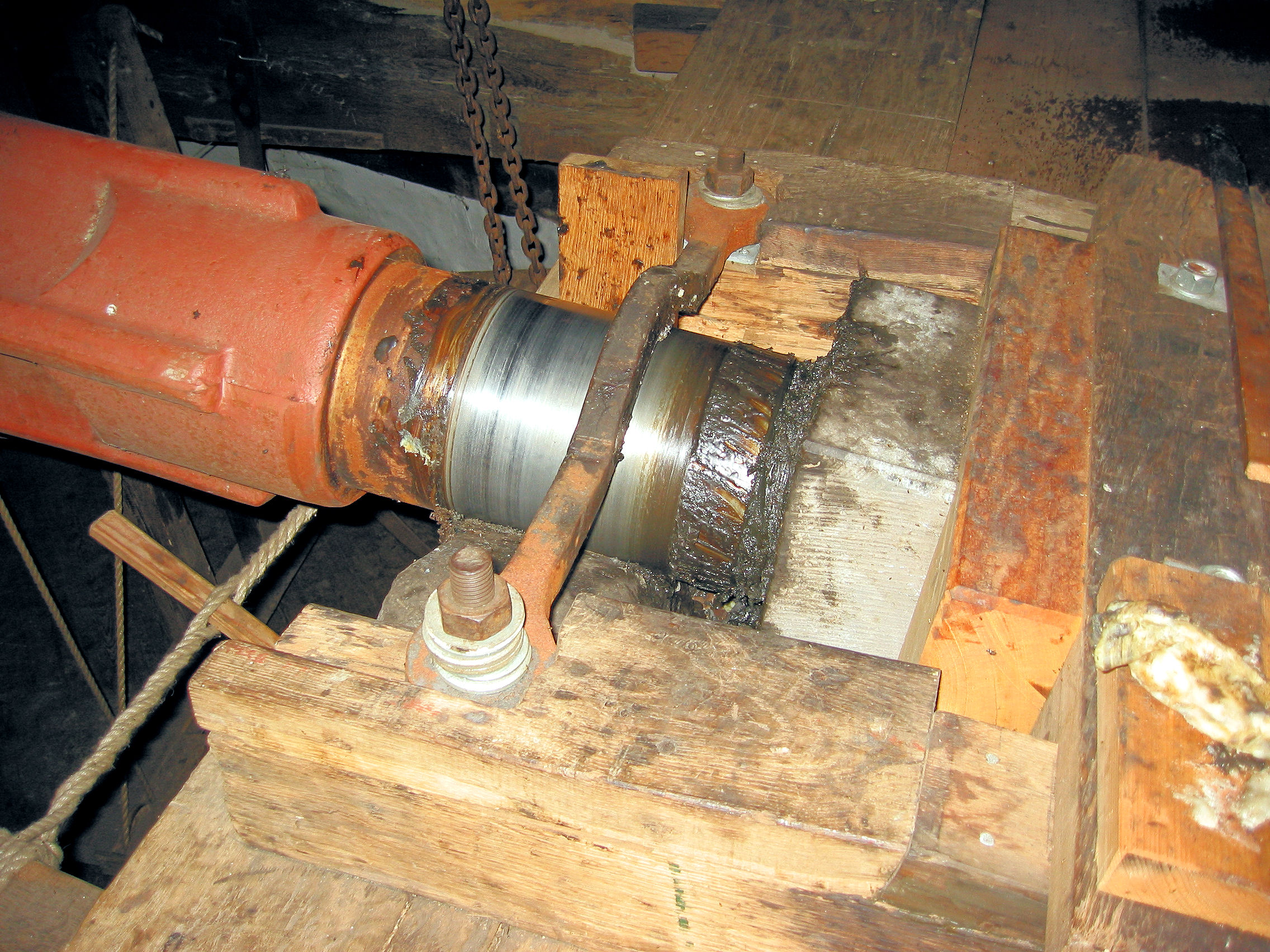
Penlager bovenas
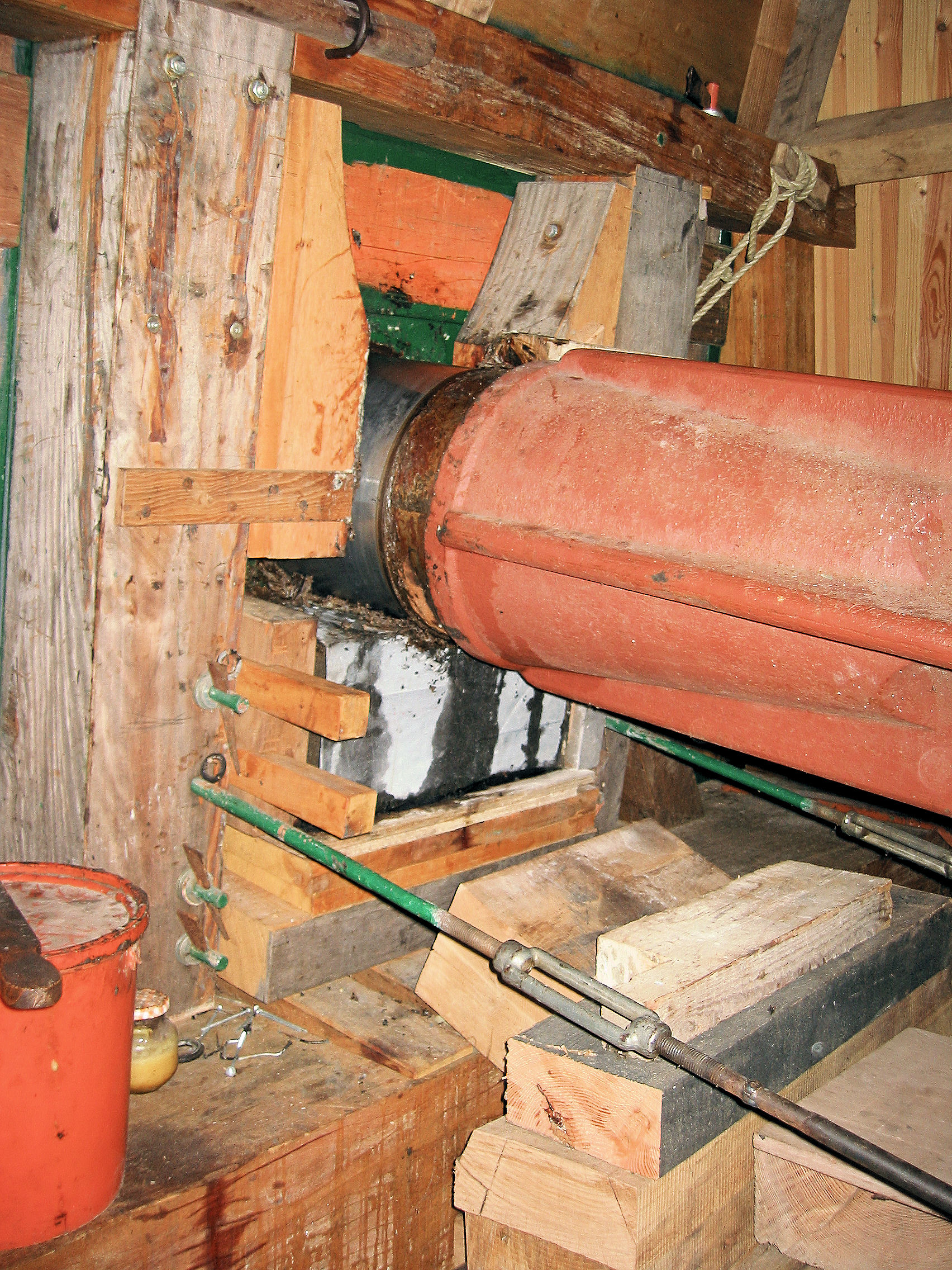
Halslager met steenbed
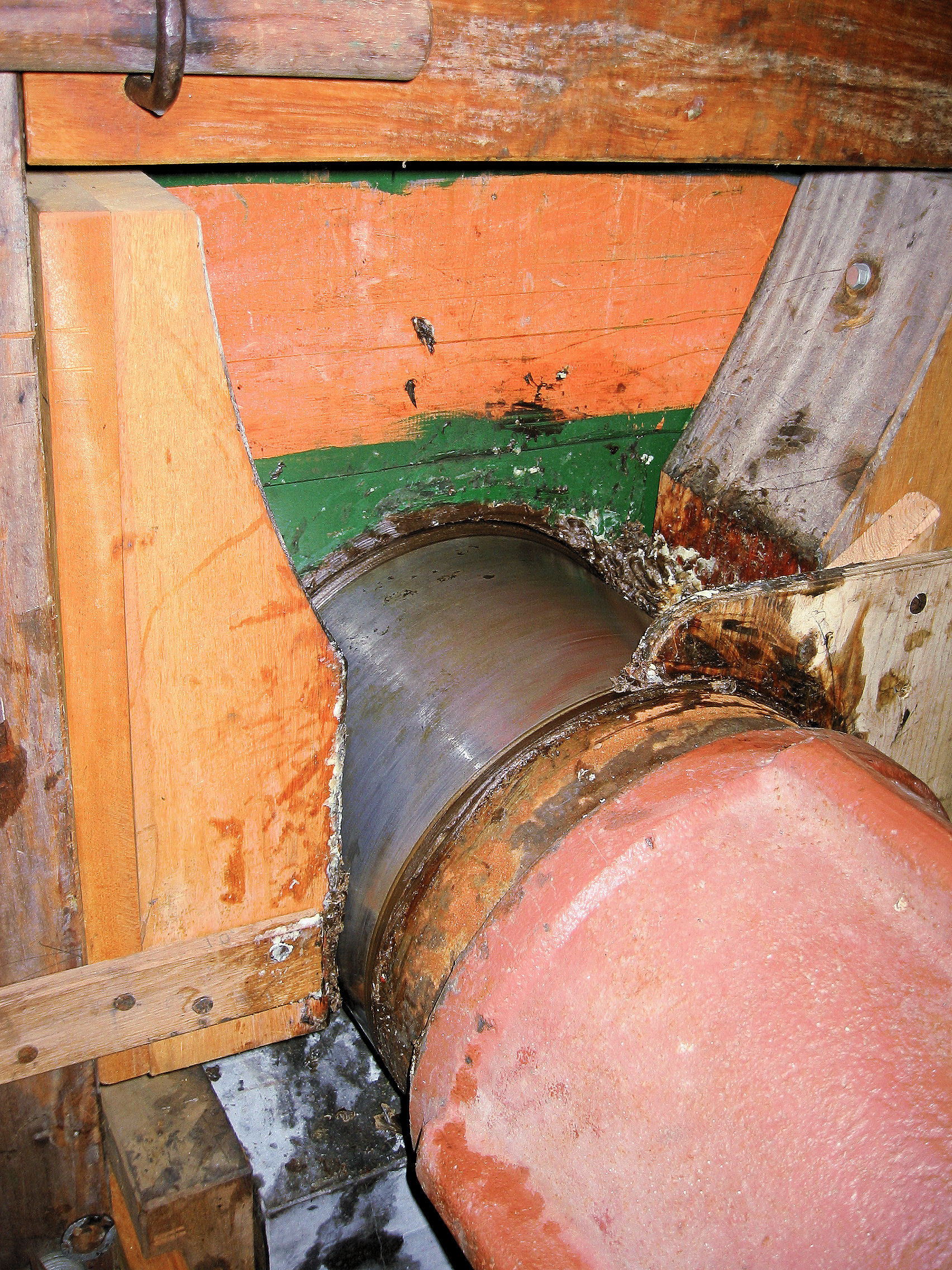
Hals bovenas
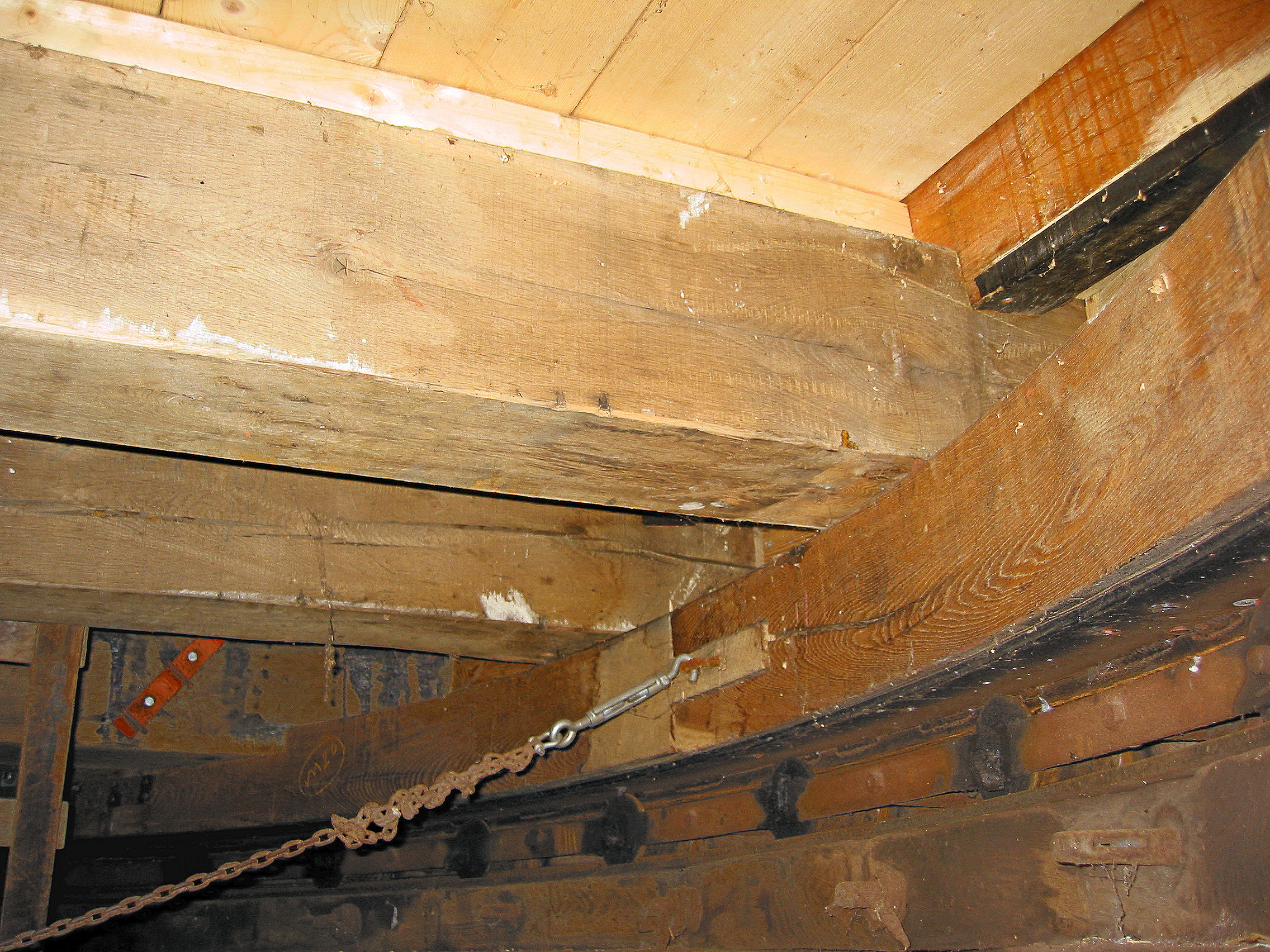
De twee burgemeesters
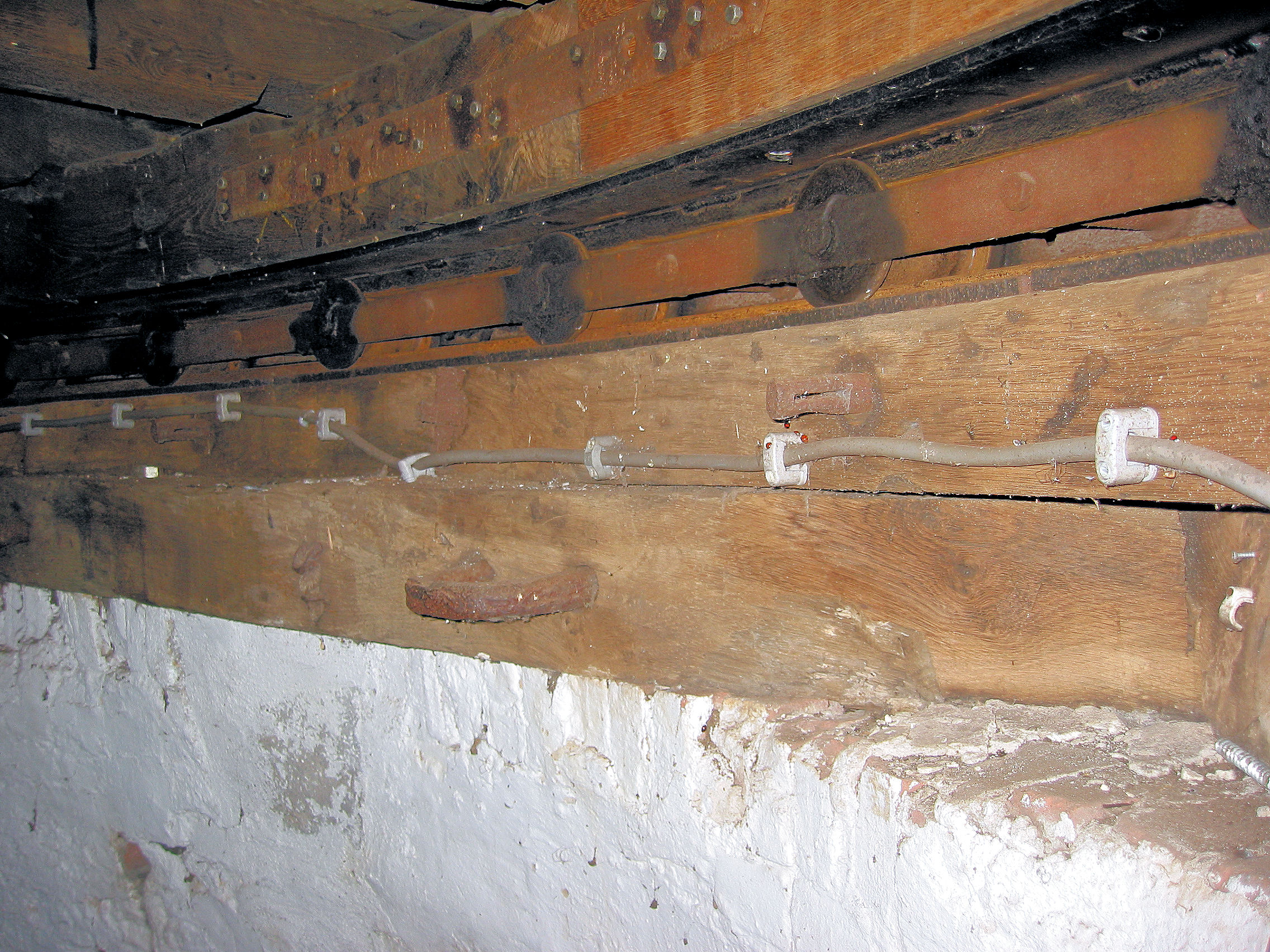
Boventafelement
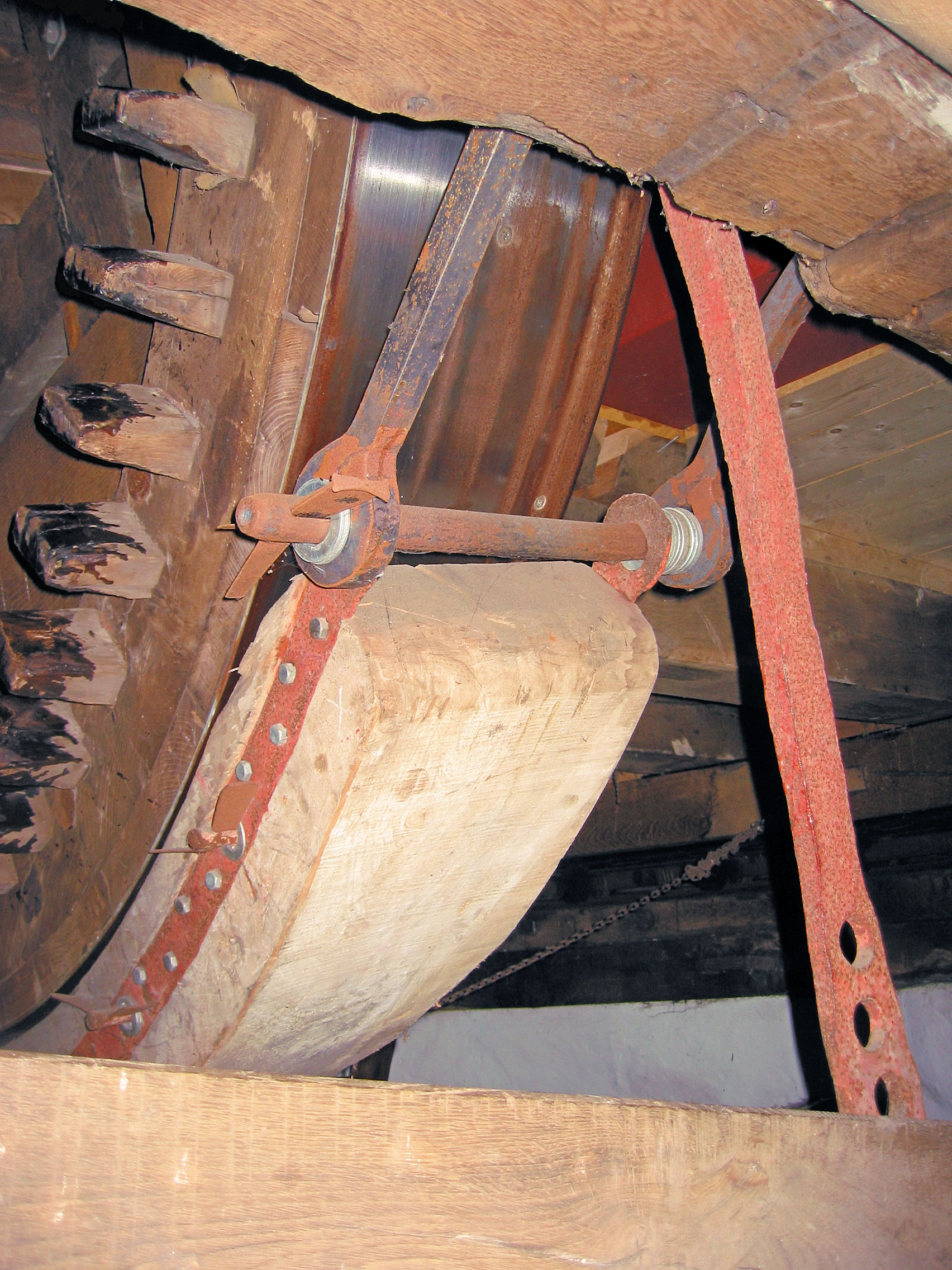
Koebout. Om bovenwiel belegstukken en daar omheen ijzeren hoep.
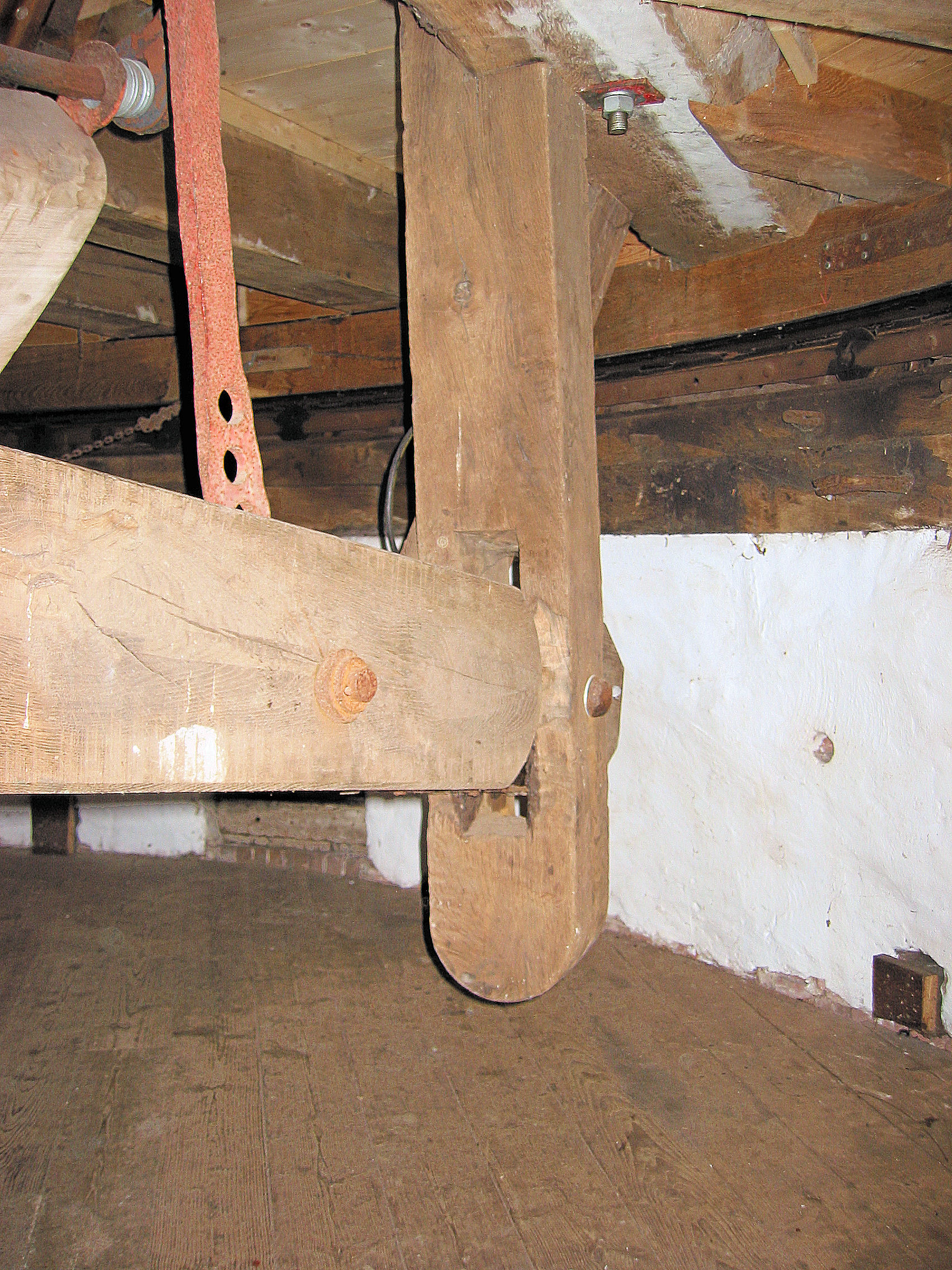
Ezel
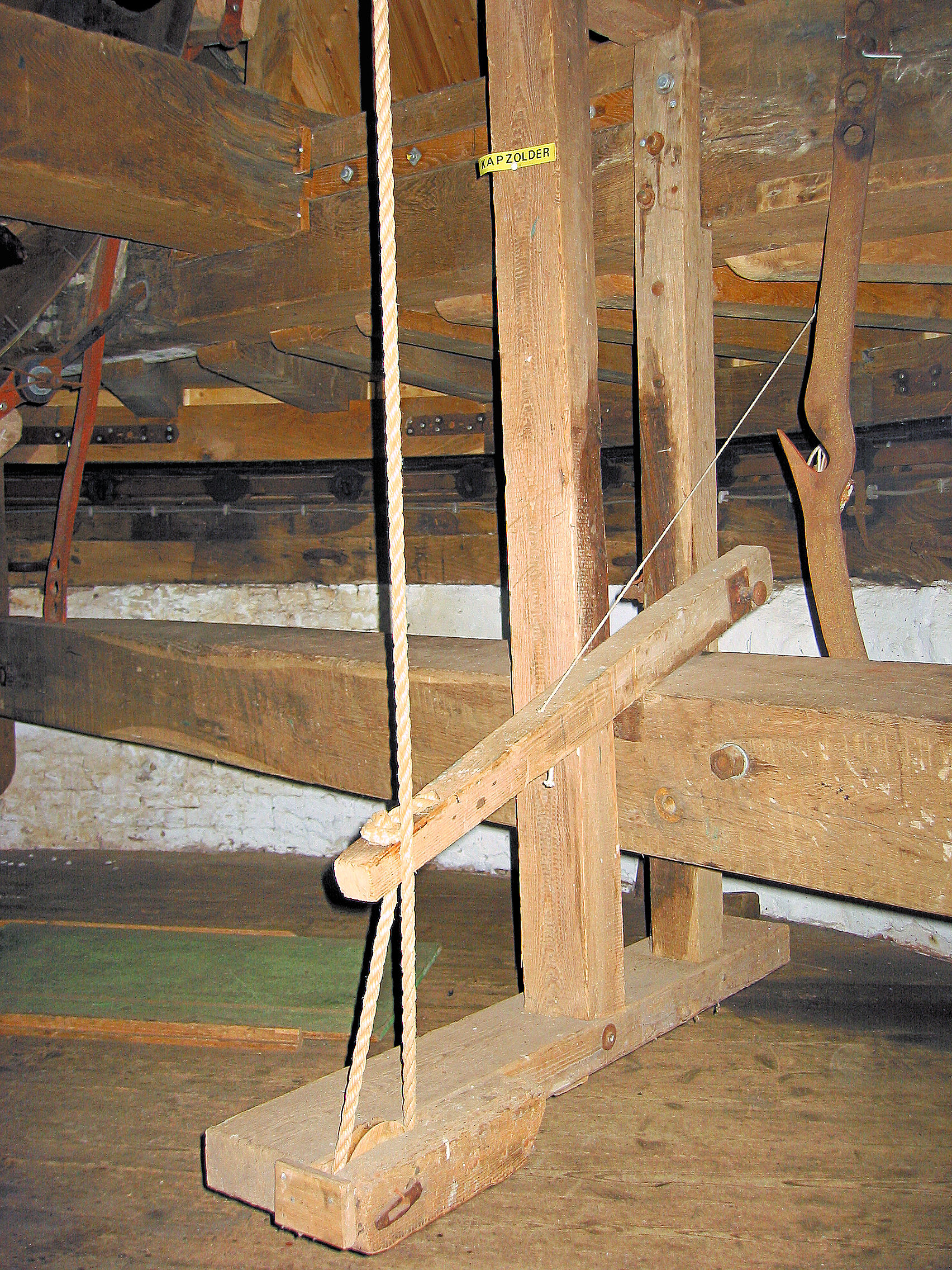
Kneppel
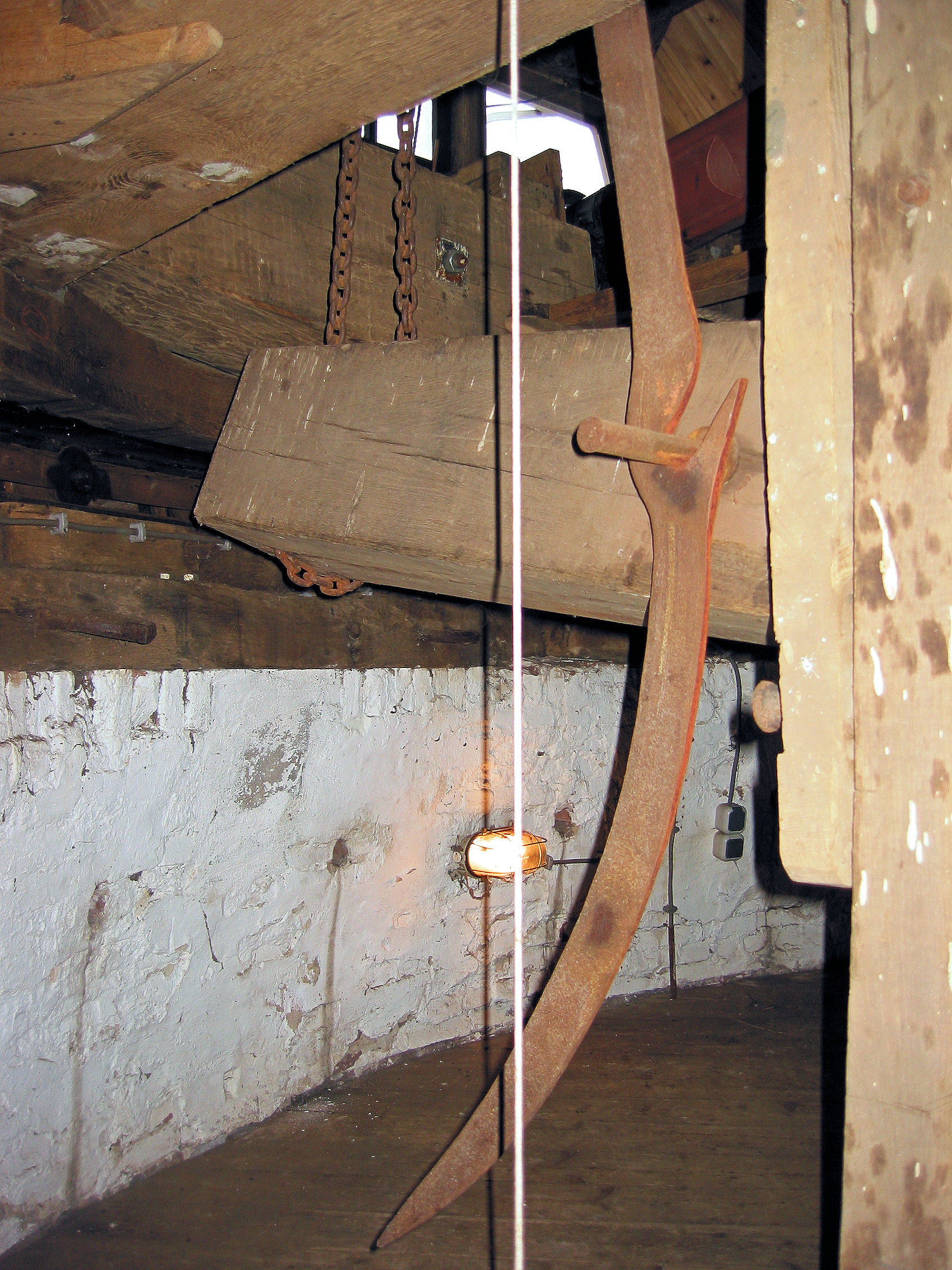
Haak vangbalk